# Barcelona
Barcelona is de op een na grootste stad van Spanje, na de hoofdstad Madrid. De stad is de hoofdstad van de autonome regio Catalonië en van de provincie Barcelona. Barcelona telt 1.636.732 inwoners (2021) en heeft een oppervlakte van 101,4 km². In de metropolitane regio wonen circa 6,8 miljoen mensen (2017).
De stad ligt aan de Middellandse Zee, aan de Costa del Maresme, tussen de Costa Brava in het noorden en de Costa del Garraf in het zuiden. Barcelona beschikt over een belangrijke zee- en handelshaven en ligt op ongeveer 160 kilometer van de Pyreneeën.
Barcelona is een belangrijk cultureel en academisch centrum. De Universiteit van Barcelona werd opgericht in 1450 en de Universiteit Pompeu Fabra in 1990. De stad organiseerde meerdere internationale evenementen, waaronder de Wereldtentoonstellingen van 1888 en 1929, de Olympische Zomerspelen van 1992 en het Fòrum van 2004.
Een groot deel van de stad, het district Eixample, werd in de 19e eeuw ontworpen met een kenmerkend rasterpatroon. Inwoners noemen de stad vaak 'Barna', terwijl 'Barça' verwijst naar de voetbalclub FC Barcelona.

## Geschiedenis

### Oudheid
Er bestaan verschillende theorieën over het ontstaan van Barcelona. Volgens een hiervan is de stad al 400 jaar voor de stichting van Rome door Hercules gegrondvest. In de 3e eeuw v.Chr. zou de Carthager Hamilcar Barkas, de vader van Hannibal, de stad hebben uitgebreid en naar zichzelf Barcino hebben vernoemd. Volgens een andere legende stichtte Hannibal zelf de stad.
De eerste sporen van civilisatie rond Barcelona stammen uit de periode van 2000-1500 voor Chr. Het eerste volk dat de plek bewoonde, waren de Laietanen, een Iberisch volk, in de 7e eeuw v.Chr. Gedurende de Tweede Punische Oorlog werd de stad veroverd door de Carthagers, en in 218 voor Chr. door de Romeinen. De stad kreeg van hen de naam Julia Augusta Paterna Faventia Barcino of kortweg Barcino. Barcino werd gebruikt als een militair fort. In de 3e eeuw na Chr. had de stad ongeveer 6000 inwoners en functioneerde ze als een van de vele vestigingen in de Romeinse route van Rome naar Gades (Cádiz). De stad lag in "Hispania Tarraconensis", een Romeinse provincie die het grootste deel van Spanje besloeg en die bestuurd werd vanuit Tarraco, het latere Tarragona.

### Middeleeuwen
In de 5e eeuw werd Barcino bezet door de Visigoten, die er een centrum voor handel en bestuur van maakten. In de 8e eeuw veroverden de Moren de stad onder leiding van de Arabische koning Al-Hurr. Een groot deel van de bevolking vluchtte naar de Pyreneeën, waar ze kleine nederzettingen stichtten.
In 801, na het einde van de belegering van Barcelona, kwam de stad in bezit van het Frankische Rijk, toen de Karolingers hun Spaanse Mark uitbouwden. In 985 verwoestte de Arabische leider van het kalifaat Córdoba Almansur een groot deel van de stad. Hij slaagde er echter niet in de stad te bezetten. Aan het einde van de 9e eeuw maakte Barcelona deel uit van het koninkrijk Aragón en begon aan de wederopbouw onder Graaf Borrell II. Onder zijn leiding groeide Barcelona uit tot een machtig graafschap en in de 13e en 14e eeuw werd Barcelona, als hoofdstad van de machtige Kroon van Aragon, een van de belangrijkste mediterrane steden, samen met Venetië en Genua.

### Nieuwe Tijd

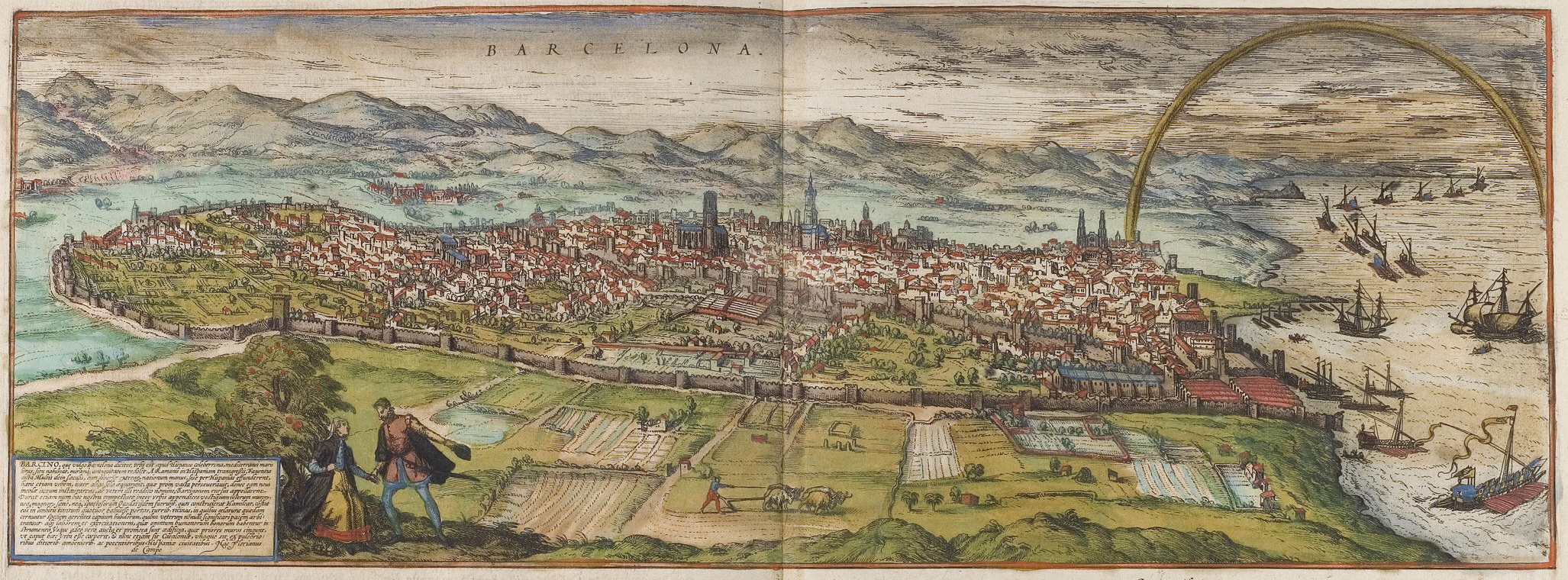
De haven van Barcelona was het centrum van het zeerijk der Aragonezen

Politieke spanningen en onrust bereikten de stad in de 16e en 17e eeuw. Nadat de koning van het Spaanse rijk, Ferdinand II van Aragón, trouwde met Isabella van Castilië, ontstonden er conflicten in het hele land. Deze begonnen met de Catalaanse Opstand, van 1640 tot 1651, gevolgd door de Spaanse Successieoorlog, van 1706 tot 1714, waarmee een einde kwam aan de onafhankelijkheid van heel Catalonië, en een donkere periode voor de stad begon.

### Nieuwste Tijd
In de 19e eeuw werd Barcelona opnieuw een belangrijk politiek, economisch en cultureel centrum. Deze periode staat bekend als de wedergeboorte van de stad. In 1897 werd een deel van de stadsmuren verwijderd om Barcelona met de omliggende dorpen te verbinden en zo verder te groeien. De uitbreiding begon met de bouw van de wijk Eixample, ontworpen door Ildefons Cerdà. De nieuwe wijken zijn nu nog duidelijk te herkennen aan het regelmatige stratenpatroon met rechte hoeken. De twee kopspoorstations, Station Barcelona França en Estació del Ferrocarriles Norte werden aan de oostzijde van de stad aangelegd. Er was een bovengrondse oost-westspoorverbinding die buiten de oude stad maar in de nieuwe wijken verliep.

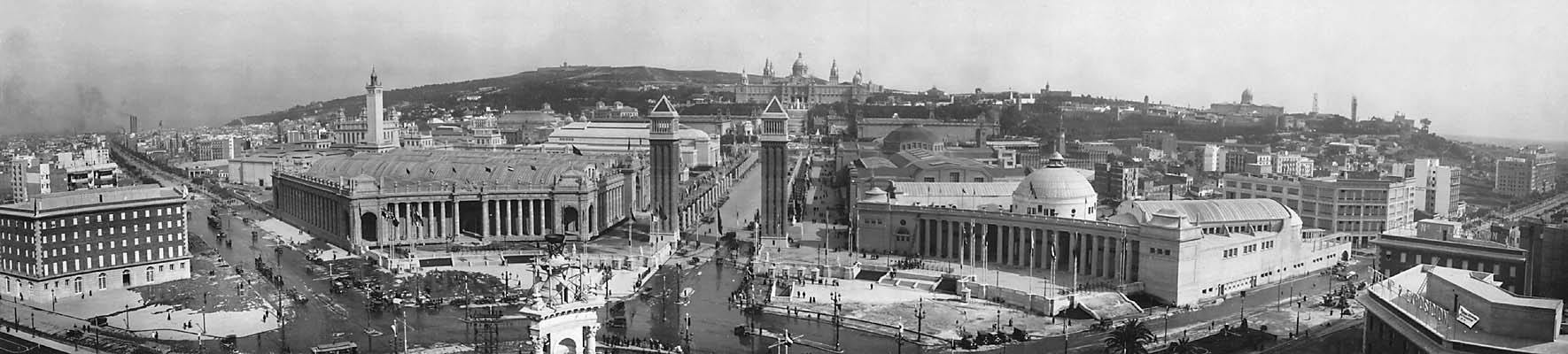
Wereldtentoonstelling in 1929

De wereldtentoonstelling van 1929 vormde een bekroning van de stadsexpansie en de nieuwe urbanisatie in Eixample en Gracia.
Aan het begin van de 20e eeuw groeiden de economie en de industrie en vestigden zich arbeiders in de stad. Met hen kwamen nieuwe ideologieën de stad binnen. Slechts een gedeelte van de bevolking profiteerde van de economische bloei en de tegenstelling tussen arm en rijk nam toe. Onder invloed van linkse ideologieën, waaronder vooral het anarchisme, was er onrust bij de arbeidersklasse, wat onder meer uitmondde in de 'Tragische week' van 1909.
In juli 1936 maakt de Spaanse Burgeroorlog een abrupt einde aan de groei van Barcelona. De stad werd verscheidene keren gebombardeerd en in januari 1939 veroverd door het nationalistische leger van Francisco Franco. Dictator Franco beëindigde de autonomie van Barcelona en Catalonië voor 36 jaar. Hij 'gebruikte' Barcelona de eerste 15 jaar van zijn regime als een industriële machine, waarvoor een buitenproportionele groei van de stad werd afgedwongen. Door deze groei kwamen duizenden Spanjaarden uit het zuiden naar Barcelona voor werk. Een groot deel van hen leefde in barakken zonder gas, licht of water. Dit fenomeen heette in het Spaans barraquismo. Verdedigers van de Catalaanse cultuur werden opgesloten in het kasteel van Montjuïc en riskeerden zelfs de dood, zoals Lluís Companys overkwam, die in 1940 bij dat fort werd geëxecuteerd.
Pas in de jaren zestig braken er, economisch gezien, betere tijden aan, vooral door de massale komst van Noord-Europese toeristen. Deze concentreerden zich niet in Barcelona, maar rondom de toenmalige vissersdorpen, maar de extra werkgelegenheid in de omgeving was in het voordeel van de bevolking van Barcelona.
In 1975 overleed Franco en kwam er een einde aan onderdrukking en isolatie. Spanje kreeg een koning, Juan Carlos I, en Barcelona kreeg de kans om zich te ontwikkelen. De Catalaanse taal en cultuur waren weer vrij te gebruiken.
Barcelona werd in 1987 opgeschrikt door een bomaanslag van de Baskische afscheidingsbeweging ETA op de supermarkt Hipercor aan de Avinguda Meridiana. 21 mensen kwamen om het leven.
Toen in 1986 bekend werd dat Barcelona de Olympische Spelen van 1992 mocht organiseren, werd werk gemaakt van een transformatie van de stad, onder de leiding van architect en stedenbouwkundige Oriol Bohigas i Guardiola. Het metronetwerk werd gemoderniseerd, de huidige rondwegen werden aangelegd, de luchthaven uitgebreid en een groot deel van het centrum 'schoongemaakt'. De stad, die lange tijd door de haven, wegen en spoorwegen van de Middellandse Zee was afgesloten, kreeg weer een zeefront en eigen stranden. Criminaliteit werd succesvol bestreden en vele historische gebouwen (waaronder een aantal van Antoni Gaudí) werden gerestaureerd.
De stad heeft sinds 1 januari 2006 vier punten op de lijst van wereldsteden. Barcelona maakt actief gebruik van city marketing. Sinds 2011 werpt het zich onder de noemer 'Barcelona 5.0' op als een model van smart city.
Op 17 augustus 2017 vielen er bij een aanslag op La Rambla met een bestelwagen die op de wandelende menigte inreed dertien doden en ruim honderd gewonden.

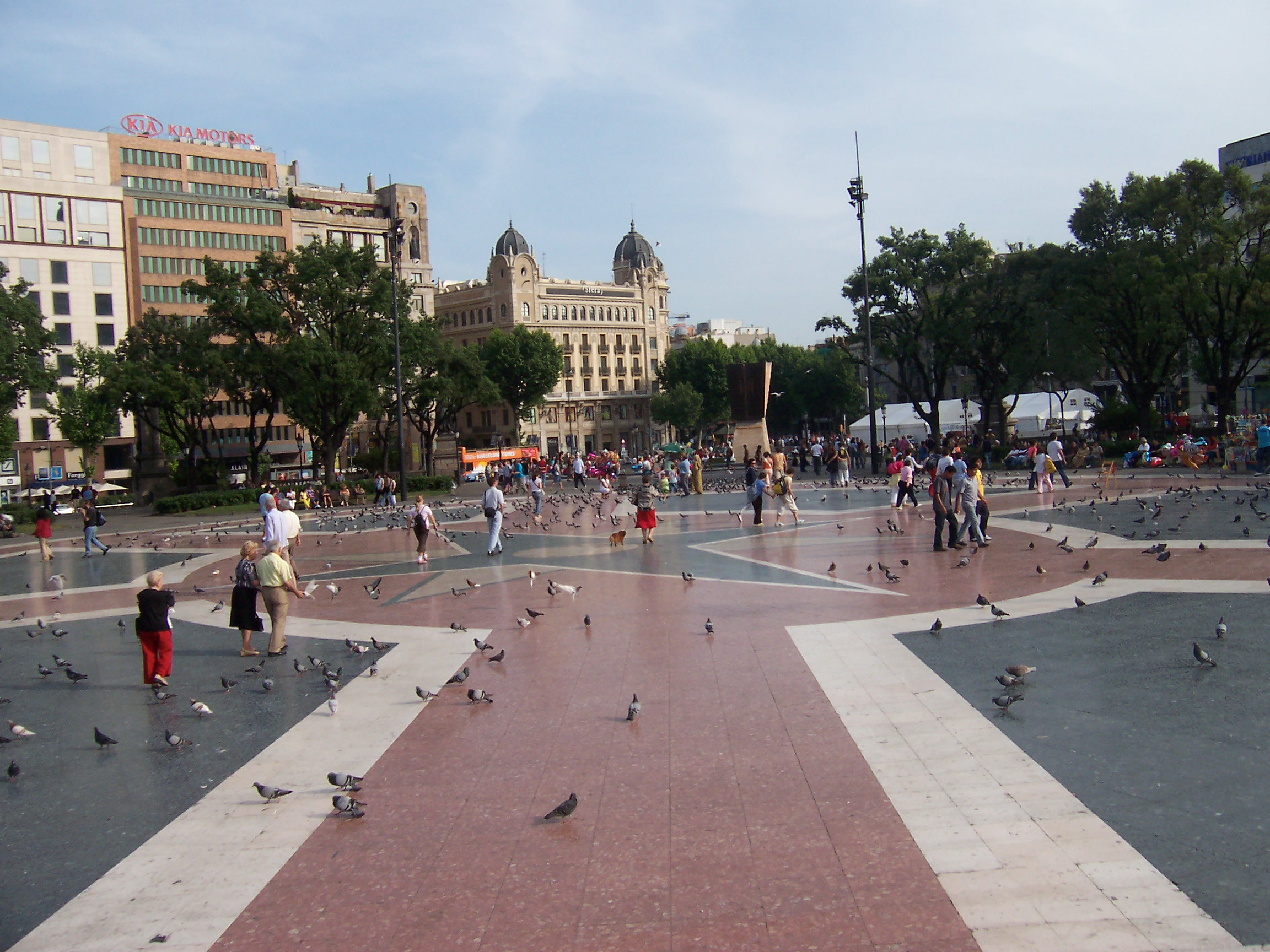
Plaça de Catalunya

## Geografie
Barcelona ligt aan de Middellandse Zee, in het noordoosten van het Iberisch Schiereiland. De stad ligt op een plateau omgrensd door de bergketen Serra de Collserola, de rivieren Llobregat in het zuiden en Besòs in het noorden en de Middellandse Zee. De stad ligt 160 kilometer ten zuiden van de Pyreneeën. De Serra de Collserola vormt een soort omheining rond de stad, het hoogste punt in die keten is de heuvel Tibidabo, 512 meter hoog. Op de top van die heuvel staat een telecommunicatiemast, genaamd "Collserolatoren". De stad zelf is gebouwd op een aantal heuvels zoals de Carmel (267 meter), Monterols (121 meter), Putxet (181 meter), Rovira (261 meter) en Peira (133 meter). De heuvel Montjuïc (173 meter hoog) ligt in het zuidoosten, aan de zee, en kijkt als het ware over de stad uit. Historisch werd deze heuvel gebruikt als een fort. Inmiddels vindt men er musea en restaurants, het stadion en het zwembad van de Olympische Zomerspelen van 1992. Verder bevindt er zich een begraafplaats. Langs de kust vindt men zandstranden die zijn aangelegd in de aanloop naar de Olympische Spelen.
De windstreken op de stadsplattegrond van Barcelona zijn veelal bijna een kwartslag gedraaid: op deze plattegronden loopt de kust horizontaal, parallel aan de onderkant van de kaart, terwijl in werkelijkheid de kust van noordnoordoost naar zuidzuidwest loopt. Dit sluit aan bij het verloop van de kustlijn het grootste deel van Catalonië. Barcelonezen zelf gebruiken niet de windrichtingen, maar geografische referenties als ze over de richting spreken: "zee" en "Tibidabo" voor oostzuidoost en westnoordwest, en "Llobregat" en "Besòs" voor zuidzuidwest en noordnoordoost. Zo zijn de "windrichtingen" bijvoorbeeld aangegeven op de wijkplattegrond in de metrostations.

### Klimaat

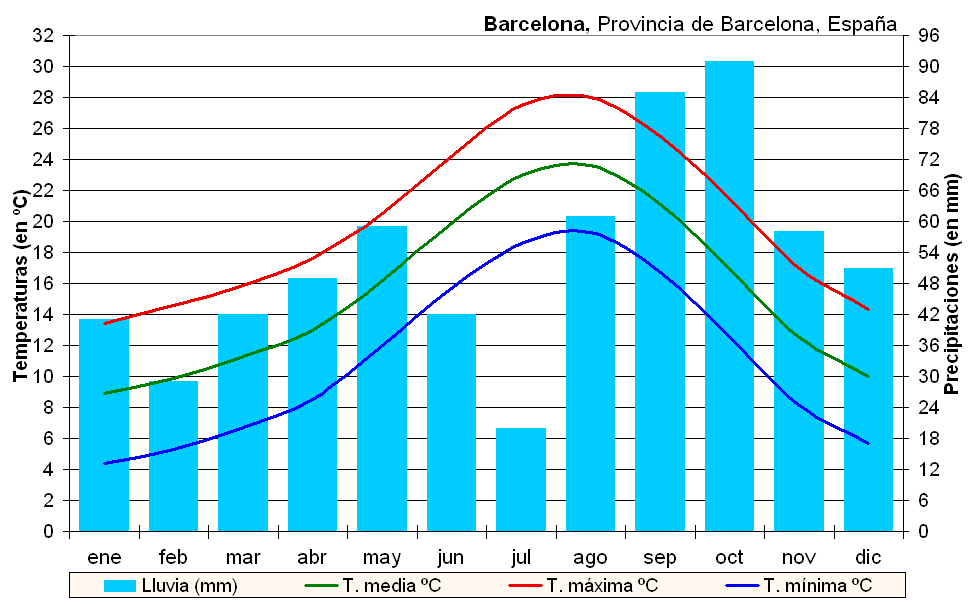
Klimaatdiagram van Barcelona

Barcelona heeft een mediterraan klimaat. Dit betekent lange zomers en milde winters, met weinig extremen. Meestal beginnen in maart de eerste dagen met temperaturen boven de 20 graden, terwijl die temperaturen kunnen voortduren tot het einde van november. De warmste maanden zijn juli en augustus, wanneer het regelmatig warmer is dan 30 graden. In deze maanden wil de temperatuur 's nachts soms met moeite onder de 20 graden Celsius zakken. Mede hierom ontvluchten inwoners de stadshitte in die maanden.
De winters zijn doorgaans mild, met zachte temperaturen, weinig regen en tamelijk veel zon. Ook de neerslag is typisch mediterraan: deze bestaat vaak uit geconcentreerde hoosbuien, die in slechts een beperkt aantal dagen per jaar voor de totale jaarlijkse neerslag zorgen.
| Maand                                 | jan  | feb   | mrt  | apr  | mei  | jun  | jul  | aug  | sep  | okt  | nov  | dec  | Jaar |
| ------------------------------------- | ---- | ----- | ---- | ---- | ---- | ---- | ---- | ---- | ---- | ---- | ---- | ---- | ---- |
| Gemiddeld maximum (°C)                | 13,4 | 14,36 | 15,9 | 17,6 | 20,5 | 24,2 | 27,5 | 28   | 25,5 | 21,5 | 17   | 14,3 | 20   |
| Gemiddelde temperatuur (°C)           | 8,9  | 9,9   | 11,3 | 13,0 | 16,2 | 19,9 | 23   | 23,6 | 21,1 | 17   | 12,5 | 10,0 | 15,5 |
| Gemiddeld minimum (°C)                | 4,4  | 5,3   | 6,7  | 8,5  | 12   | 15,7 | 18,6 | 19,3 | 16,7 | 12,6 | 8,1  | 5,7  | 11,1 |
|                                       |      |       |      |      |      |      |      |      |      |      |      |      |      |
| Neerslag (mm)                         | 41   | 29    | 42   | 49   | 59   | 42   | 20   | 61   | 85   | 91   | 58   | 51   | 640  |
| Bron: Agencia Estatal de Meteorología |      |       |      |      |      |      |      |      |      |      |      |      |      |

## Bevolking
In de stad Barcelona wonen ruim 1,6 miljoen mensen en de metropool Barcelona heeft een inwonertal van 6.842.771 (gegevens van 2017). De bevolkingsdichtheid in de stad is 15.992 personen per vierkante kilometer. In 2005 bestond ongeveer 14% van de stadsbevolking uit immigranten, wat neerkomt op zo’n 224 000 inwoners. De meesten daarvan komen uit Marokko en Latijns-Amerika, met name uit Ecuador, Peru, Colombia, Argentinië, de Dominicaanse Republiek en Bolivia. Andere opvallend grote groepen buitenlanders komen uit Roemenië, Italië en Frankrijk.
Een opmerkelijk demografisch gegeven van de stad Barcelona is dat er bijna 90.000 meer vrouwen dan mannen wonen (gegevens van 2017: vrouwen 854.184 / mannen 766.625).

### Catalaanse taal
In Catalonië, en dus ook in Barcelona, zijn het Catalaans en het Spaans (Castiliaans) beide officiële talen. Het Catalaans is de eerste bestuurstaal en overheersend in het openbare leven; Spaans wordt daarnaast veel gesproken. In de Val d’Aran heeft bovendien het Aranees een officiële status.

### Demografische ontwikkeling
Bron: INE; 1857-2011: volkstellingen
Opm: Bevolkingsaantallen in duizendtallen; Aanhechting van Gracia (1857), Corts, Gracia, San Andrés de Palomar, San Gervasio de Cassolas, Sans, Sant Martín de Provensals (1897), Horta (1910) en Sarrià (1930)

## Economie

### Handel en industrie
Barcelona geldt als een handelsstad. De industrie beslaat een groot aantal sectoren, waarvan de textiel-, chemie-, auto-, elektronica- en farmaceutische industrie de belangrijkste zijn. Buiten de industriesector is er een dienstensector, waarin logistiek, media en informatica de belangrijkste branches zijn.
Sinds ongeveer 1985 zijn fabrieken verplaatst naar industrieterreinen rondom voorsteden als Terrassa, Sabadell en Mataró. Hierdoor heeft men van oorsprong industriële stadsdelen kunnen transformeren in woonwijken, zoals Diagonal Mar. Barcelona is niet het financiële centrum van Spanje, die eer gaat naar Madrid. Toch heeft een aantal internationale bedrijven zich in, of nabij, de stad gevestigd, waaronder Hewlett Packard, Bayer, Air Products, Sony, Nestlé, IBM, Danone en Citibank. Barcelona is de thuisbasis van Catalaanse bedrijven zoals de bank La Caixa en lollyfabrikant Chupa Chups.
Barcelona was een van de eerste geïndustrialiseerde steden van Europa. Aan het einde van de 18e eeuw bestond de toen kleinschalige industrie vooral uit textielfabrieken. In de loop van de 19e eeuw groeide de textielproductie. De textielmarkt neemt een belangrijk deel van de economie in. Barcelona staat bekend als modestad. Bekende Catalaanse merken zijn Armand Basi, Mango, Camper, Adolfo Domínguez, Deƨigual en Custo.

### Toerisme
Het toerisme als inkomstenbron neemt sinds de Olympische Spelen van 1992 een vlucht. Het aantal overnachtingen steeg van 1,7 miljoen overnachtingen in 1990 naar meer dan acht miljoen in 2016. De binnenstad is veranderd in een toeristenzone, gedomineerd door grote ketens. De stad trekt ook cruiseschepen aan. Daarnaast is de stad gastheer voor nationale en internationale evenementen en congressen, zoals het 3GSM World Congress en de Barcelona World Race.
In 2024 demonstreerden duizenden inwoners tegen het dreigend overtoerisme in de stad. Het stadsbestuur kondigde aan om de komende vijf jaar ongeveer 10.000 licenties voor toeristische appartementen te schrappen. Ook komt er een toegangsbeperking tot de drukste plaatsen, wil het bestuur een regulering van toeristenbussen, voert de stad bewustwordingscampagnes, en promoot de stad alternatieve culturele evenementen.

## Bestuurlijke indeling

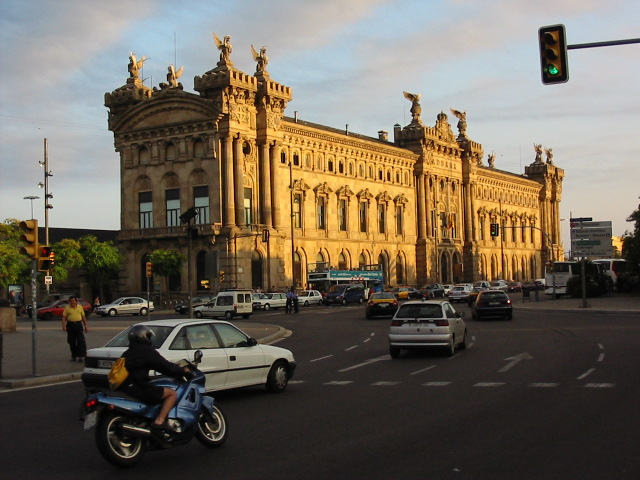
Passeig d'Isabel II

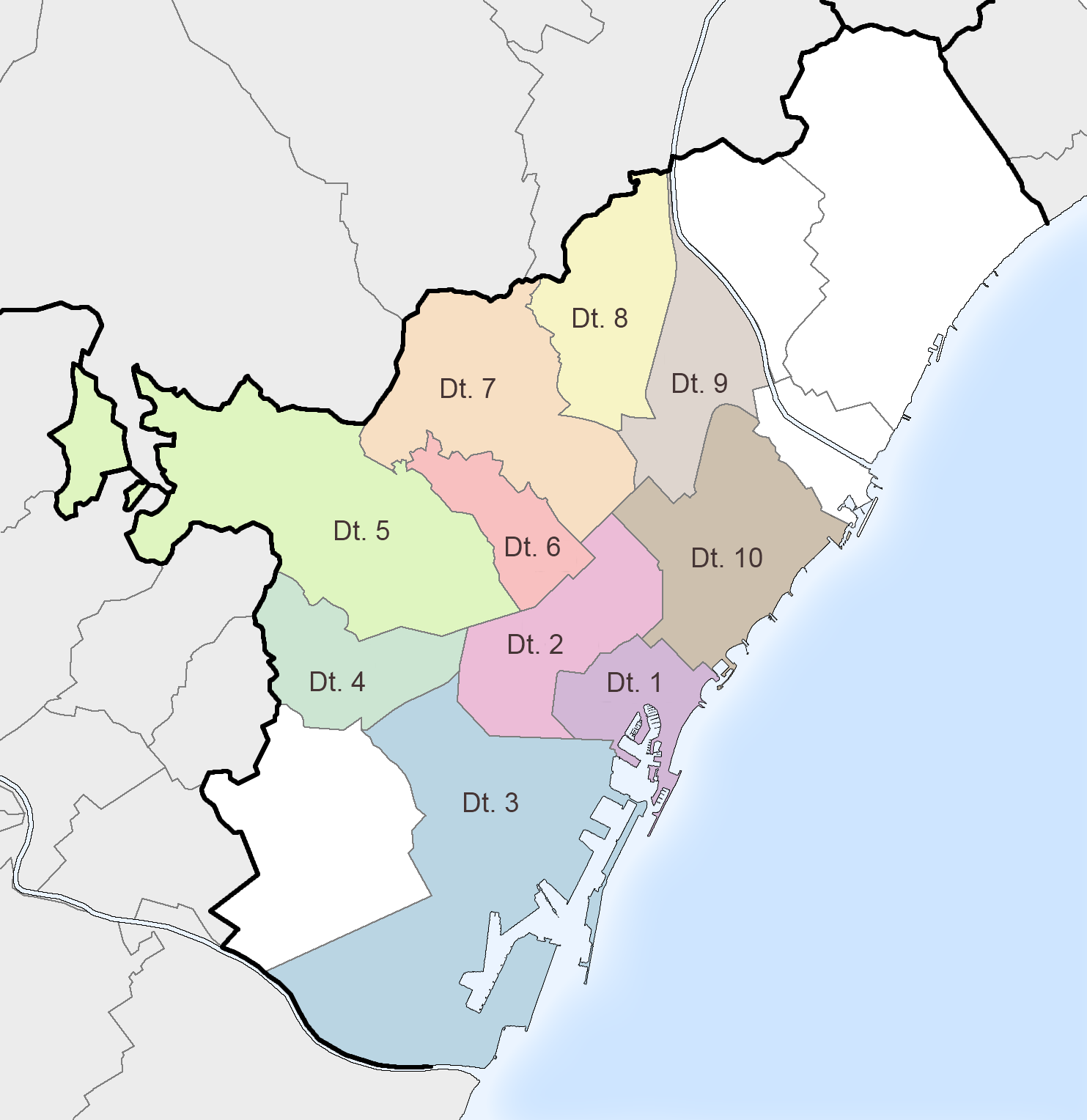
Kaart van de districten van Barcelona

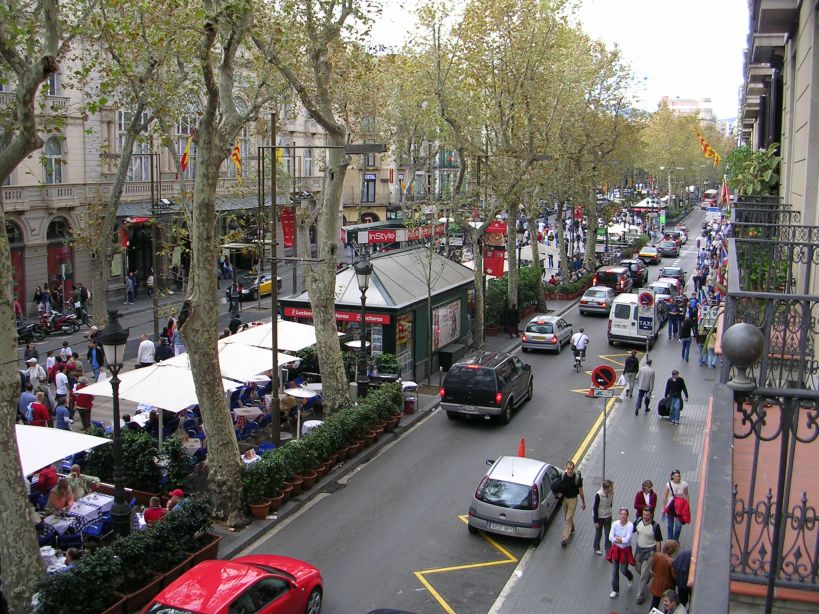
La Rambla

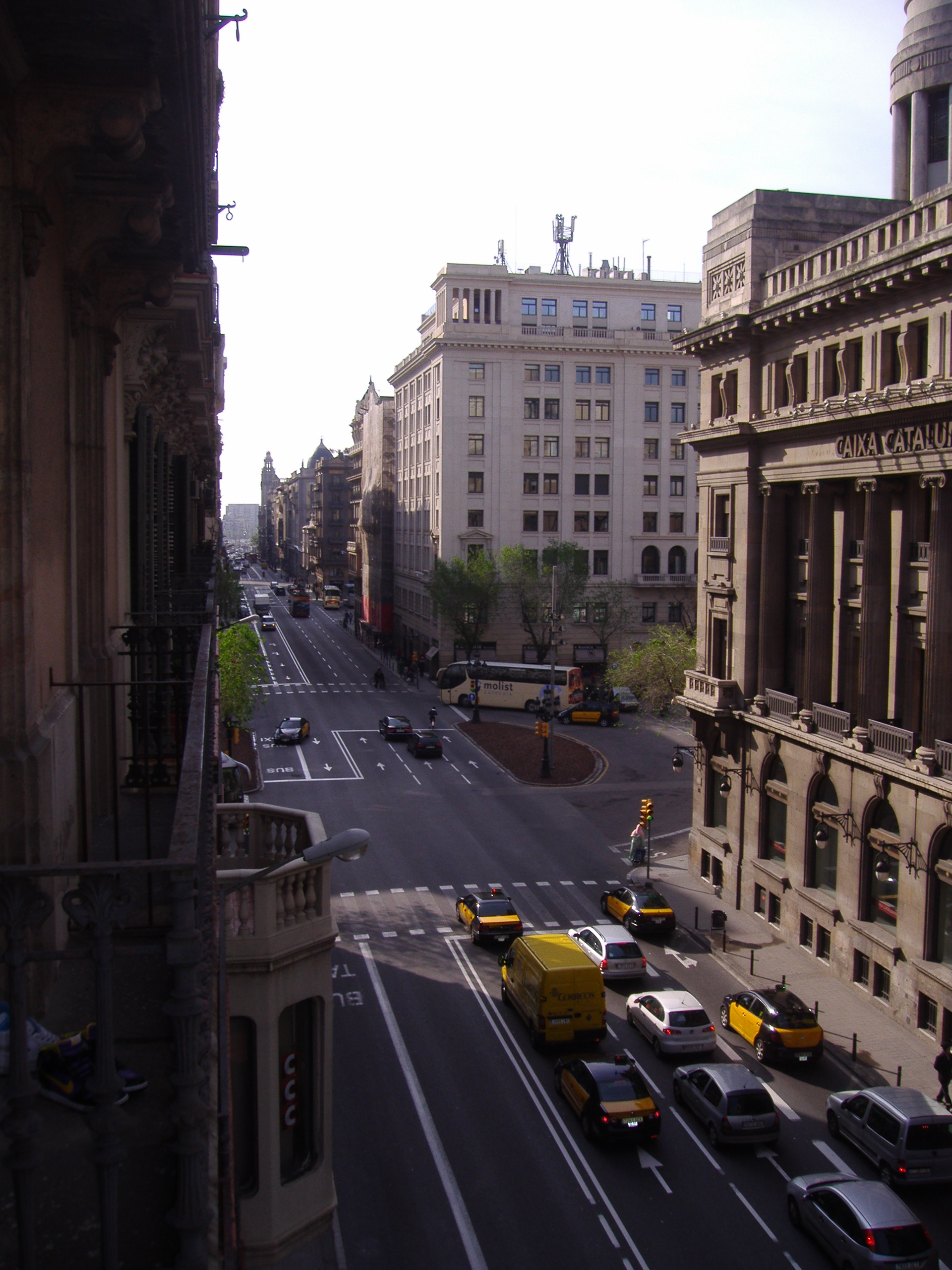
Via Laietana

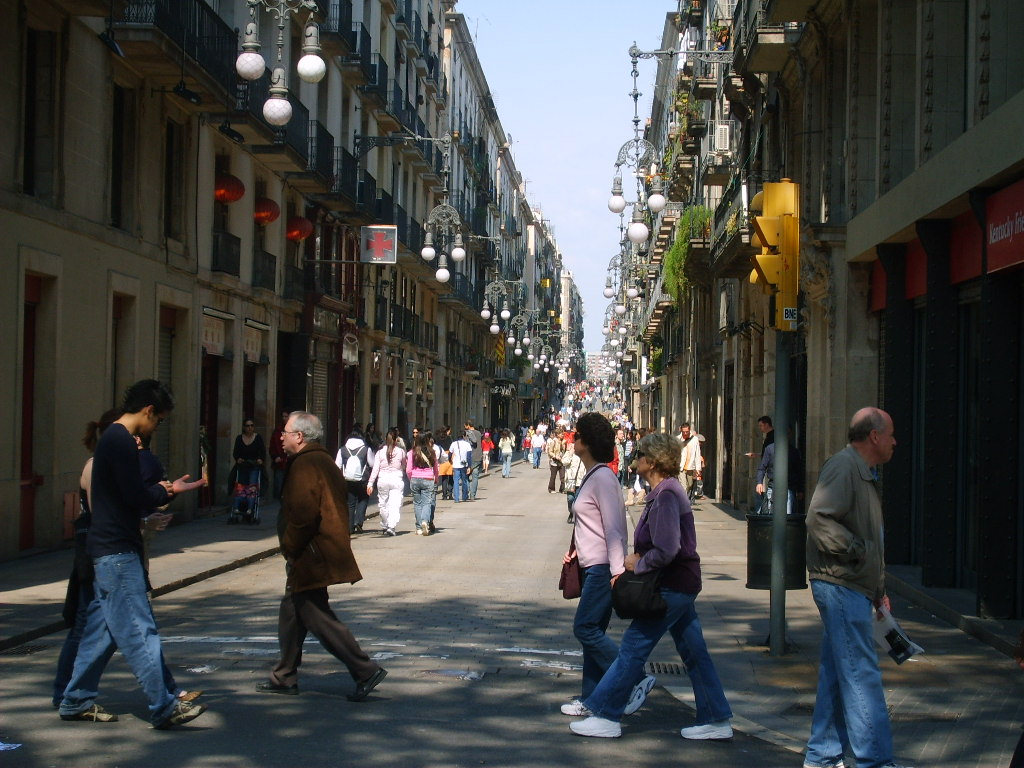
Carrer Ferran in de Gotische wijk

Barcelona is administratief onderverdeeld in tien stadsdistricten. Hun territoriale verdeling komt overeen met de stadsgeschiedenis, want de meeste waren ooit onafhankelijke dorpen die Barcelona in de 19e eeuw opslokte. Hierdoor hebben een aantal districten een eigen karakter. In Gràcia en Sarrià bijvoorbeeld, zijn de oorspronkelijke dorpscentra duidelijk te herkennen, al zijn die inmiddels compleet verstedelijkt. De Eixample daarentegen, qua inwoneraantal het grootste district, is het resultaat van een stadsvernieuwingsproject uit het einde van de 19e eeuw. Het heeft geen eigen kern, maar komt wel duidelijk voort uit een bepaalde periode van de ontwikkeling van de stad.
De bevolkingsaantallen van de 10 districten van Barcelona zijn:
| District              | Inwonertal |
| --------------------- | ---------- |
| Ciutat Vella          | 111.518    |
| Eixample              | 262.469    |
| Sants-Montjuïc        | 178.482    |
| Les Corts             | 81.628     |
| Sarrià-Sant Gervasi   | 141.091    |
| Gràcia                | 120.177    |
| Horta-Guinardó        | 168.541    |
| Nou Barris            | 164.982    |
| Sant Andreu           | 143.148    |
| Sant Martí            | 222.074    |
| Totaal Barcelona Stad | 1.595.110  |

1. Ciutat Vella. Dit is het historisch centrum van Barcelona, en eeuwen geleden wás dit Barcelona, voordat de overige districten door de stad zouden opgenomen worden. Het omvat de wijken Barri Gòtic (Spaans: Barrio Gótico), vol bezienswaardigheden en monumenten, El Raval en El Born (Spaans: El Borne). Ook de vissersbuurt Barceloneta hoort bij dit district. Ciutat Vella wordt twee keer verticaal doormidden gesneden door La Rambla en door Via Laietana. Het district kent een aanbod van winkels, restaurants en nachtkroegen.
2. Eixample (Spaans: Ensanche). Dit district is demografisch gezien het grootste van Barcelona. Het bestaat uit de manzanas (vierkante woonblokken) en lange rechte lanen met druk verkeer. Het district heeft winkels, restaurants, musea en parken. Ildefons Cerdà bouwde de Eixample eind 19e eeuw om de oude stad met de omliggende dorpen te verbinden.[27] Er zijn veel modernistische gebouwen te vinden. Een deel van dit district staat bekend als "Gayxample" en staat vol met winkels, discotheken en hotels voor en door homo's en lesbiennes.[28] Daarbuiten kenmerkt de wijk zich door zijn nachtleven, variërend van salsabars tot studentencafés en luxe design discotheken. Het bestaat uit de wijken Dreta de l'Eixample (Spaans: Ensanche Derecho), Esquerra de l'Eixample (Spaans: Ensanche Izquierdo), Sant Antoni (Spaans: San Antonio), Sagrada Familia en Fort Pienc. In het 21e-eeuwse Barcelona maakt Eixample deel uit van het stadscentrum.
3. Sants-Montjuïc. Dit gebied beslaat zowel de bekende heuvel aan de zee (Montjuïc) en een gedeelte van de kustvlakte ten westen van die heuvel, als het gebied Sants, en is onderverdeeld in de wijken Hostafrancs, La Bordeta, Poble Sec, Magoria en Zona Franca. Ondanks de niet zo centrale ligging beschikt de wijk over de langste winkelstraat van Spanje, de Carretera de Sants en het grootste spoorwegstation van de stad: "Estació de Sants". De goederenhaven bevindt zich ook in deze wijk.
4. Les Corts geldt onder de inwoners van Barcelona als een populaire woonplek, omdat men niet in het centrum woont maar veel voorzieningen bij de hand heeft. In dit district bevindt zich Camp Nou, het stadion van FC Barcelona. Het bestaat uit vele verschillende wijken: El Camp de la Creu-Loreto, El Camp Vell, Can Feu, Can Batllori, Can Sòl de Baix, L'Església i Can Rosés, La Maternitat, Can Bacardí, La Mercè, Sant Ramon i la Torre Melina en La Zona Universitària – Bederrida. Les Corts kent een groot, chic winkelcentrum: L'Illa.
5. Sarrià-Sant Gervasi. Dit district ligt in het uiterste westen van Barcelona, ten westen van de Avinguda Diagonal (Spaans: Avenida Diagonal). Hier vindt men chique appartementen, maar er zijn veel overblijfselen van het centrum van het oorspronkelijke dorp "Sarrià" te vinden. Het staat bekend om goede restaurants en bestaat officieel uit de wijken Sarrià en Sant Gervasi, Vallvidrera (in de heuvels) Can Caralleu, Les Planes en Tibidabo. Ook ligt hier de wijk Pedralbes, sinds jaar en dag de rijkste buurt van Barcelona, met luxe designvilla's en grote vrijstaande huizen. Met name in Sant Gervasi vindt men veel uitgaansleven, rondom de straten Carrer Santaló, Carrer Aribau, Carrer María Cubí, Carrer Amigó en Carrer Muntaner.
6. Gràcia. Wat ooit een zelfstandig dorp was, is inmiddels een stadsdeel geworden. De wijk is een wirwar van smalle straten en pleinen. Gracia grenst aan de "Passeig de Gràcia" (Spaans: Paseo de Gracia) en aan de noordkant aan Park Güell. Het district is een cultureel gemixt deel van de stad.[29] Er wonen niet alleen Catalaanse gezinnen, maar bijvoorbeeld ook buitenlandse studenten, artiesten, zigeuners, Arabieren en nog meer. Men vindt er een van de grote markten van de stad. De Carrer Gran de Gracia is de grote commerciële straat van dit district. Het district bestaat uit de wijken Villa de Gracia, Camp d'en Grassot, La Salut, El Coll, Vallcarca en Penitents. Het district heeft een nachtleven, onder andere in de Carrer Verdi en op de terrassen aan de vele pleinen.
7. Horta-Guinardó. Dit district ligt op afstand van het centrum en beschikt, door zijn hoge ligging in de heuvels, over een weids uitzicht over Barcelona. Het district bestaat uit de wijken Baix Guinardó, Can Baró, El Carmel, Font d'en Fargues, Font del Gos, Guinardó, Horta, La Clota, Montbau, Sant Genís, Taxonera en Vall d'Hebrón.
8. Nou Barris (Catalaans voor 'nieuwe wijken'). Dit is een ander district dat behoorlijk ver van het centrum gesitueerd is. Het werd gebouwd in de jaren zeventig om de snelle bevolkingsgroei van Barcelona aan te kunnen. Het bestaat uit de wijken Can Peguera, Canyelles, Ciutat Meridiana, Guineueta, Porta, Prosperitat, Roquetes, Torre Baró, Torre Llobeta, Trinitat Nova, Turó de la Peira, Vallbona, Verdum en Vilapicina.
9. Sant Andreu. Dit district heeft ondanks de verkeersdrukte en grootschalige nieuwbouw zijn dorpskarakter weten te behouden, en heeft een druk commercieel centrum, dat bestaat uit ongeveer zes straten vol met winkels. De Avinguda Meridiana (Spaans: Avenida Meridiana) is een 8 rijstroken brede weg die het hele district doorsnijdt. Het bestaat uit de wijken Sant Andreu del Palomar, La Sagrera, Trinitat Vella, Baró de Viver, Bon Pastor, Navas en Congrés.
10. Sant Martí is het gebied dat aan de zee en het strand ligt, en loopt vanaf het centrum in noordelijke richting. Het bestaat uit de wijken El Clot, Camp de l'Arpa, La Verneda, Poblenou (Spaans: Pueblo Nuevo) en Besòs, de dure nieuwbouwwijk aan zee "Diagonal Mar" en het toeristische Vila Olimpica en Port Olímpic.

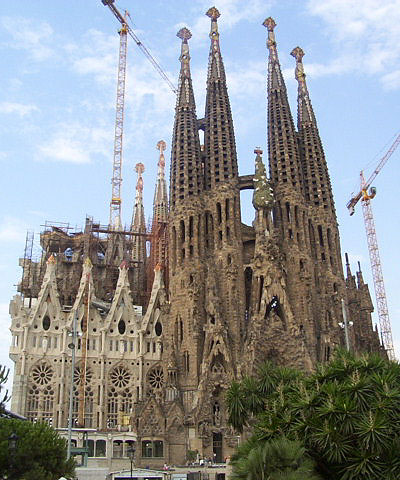
De Sagrada Família

### Metropool
Barcelona is de kern van de metropool Barcelona (Spaans: área metropolitana) dat een inwonertal van ruim 6,8 miljoen heeft. Dit inwonertal slaat op de stadskern met de buitenwijken en de aan de stad vastgegroeide voorsteden, die vooral functioneren als industriële of residentiële aanvulling op de stad zelf. Grofweg kan de metropool, aan de hand van de comarcas, worden verdeeld in vier zeer dichtbevolkte gebieden:
- Barcelonès: bestaande uit de stad Barcelona en Badalona, L'Hospitalet, Santa Coloma en Sant Adrià. Het inwonertal van dit gebied is 2.222.623 (2006). Deze comarca is de kern van de metropool Barcelona.
- Vallès Occidental: het gebied ten westen van de stad, achter de Tibidabo. Dit gebied bestaat onder andere uit Terrassa, Sabadell, Rubí, Sant Cugat, Barberà en Cerdanyola
- Baix Llobregat: het gebied ten zuidwesten van de stad, onder andere bestaande uit: Cornellà, Sant Boi, El Prat, Gavà, Sant Feliu, Esplugues, Castelldefels en Viladecans
- El Maresme: het gebied ten noordoosten van de stad, onder andere bestaande uit Mataró, Alella, Tiana, Premià de Mar en El Masnou.

In de volgende tabel staan de inwonertallen van de grootste plaatsen rond Barcelona. De getallen zijn van 1 januari 2017.
| Plaats                    | Inwonertal |
| ------------------------- | ---------- |
| Barcelona                 | 1 620 809  |
| L'Hospitalet de Llobregat | 257 349    |
| Terrassa                  | 216 428    |
| Badalona                  | 215 848    |
| Sabadell                  | 209 931    |
| Mataró                    | 126 127    |
| Santa Coloma de Gramenet  | 117 597    |
| Sant Cugat del Vallès     | 89 516     |
| Cornellà de Llobregat     | 86 610     |
| Sant Boi de Llobregat     | 82 142     |
| Rubí                      | 75 568     |
| Manresa                   | 75 152     |
| Viladecans                | 65 993     |
| Castelldefels             | 65 594     |
| El Prat de Llobregat      | 63 897     |
| Granollers                | 60 695     |
| Cerdanyola del Vallès     | 57 723     |
| Mollet del Vallès         | 51 128     |
| metropool Barcelona       | 6 842 771  |

## Bezienswaardigheden

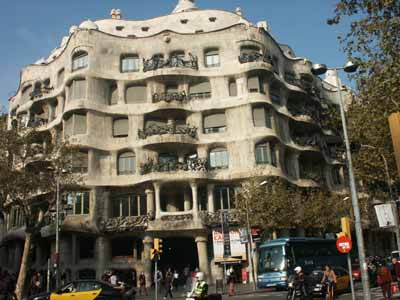
Gevel van Casa Milà

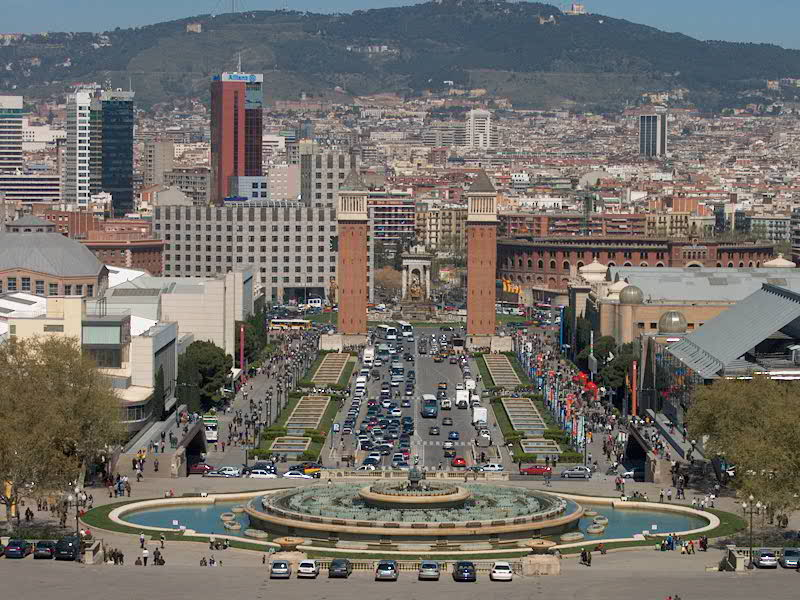
Magische Fontein van Montjuïc

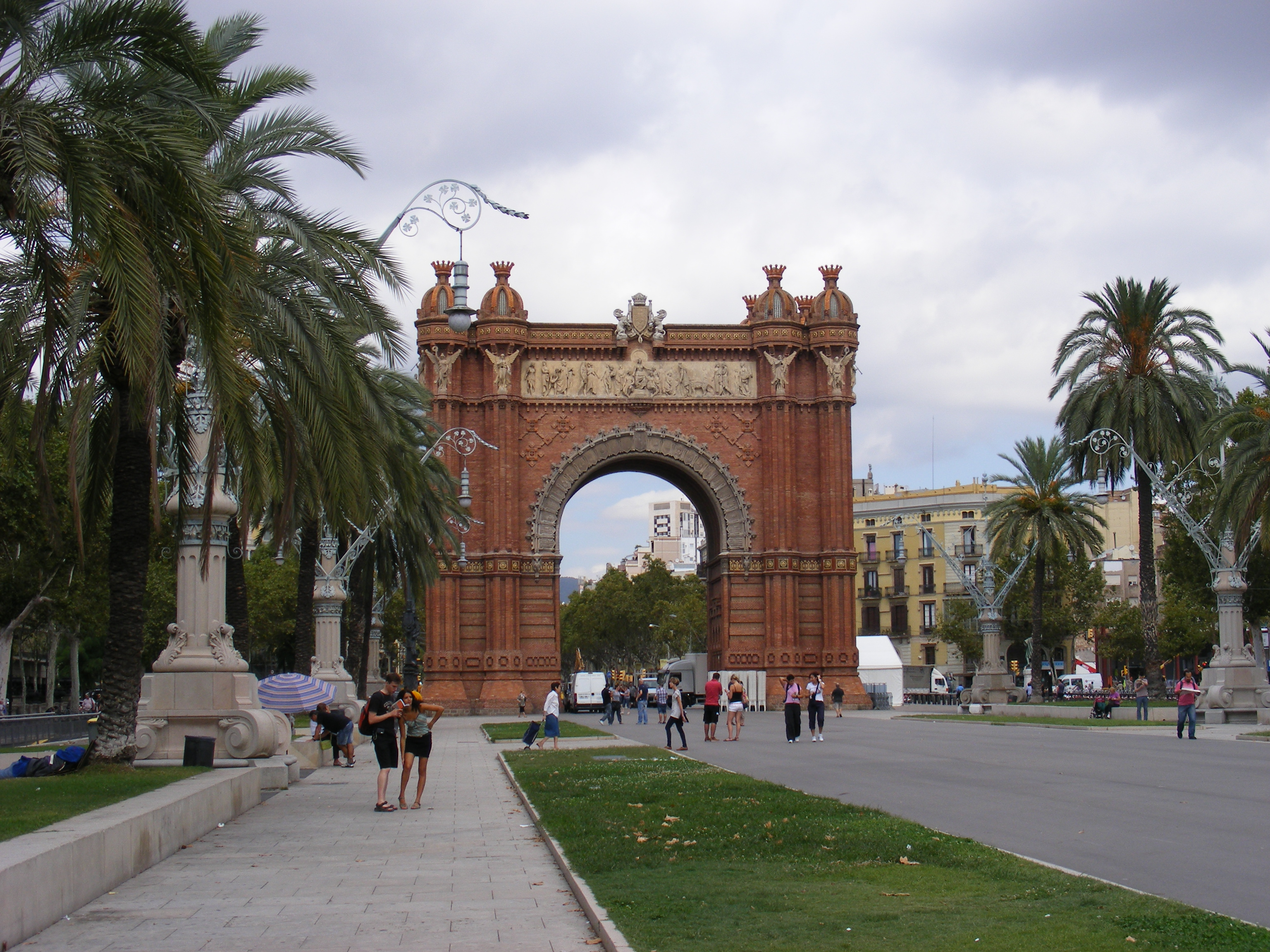
De Arc de Triomf

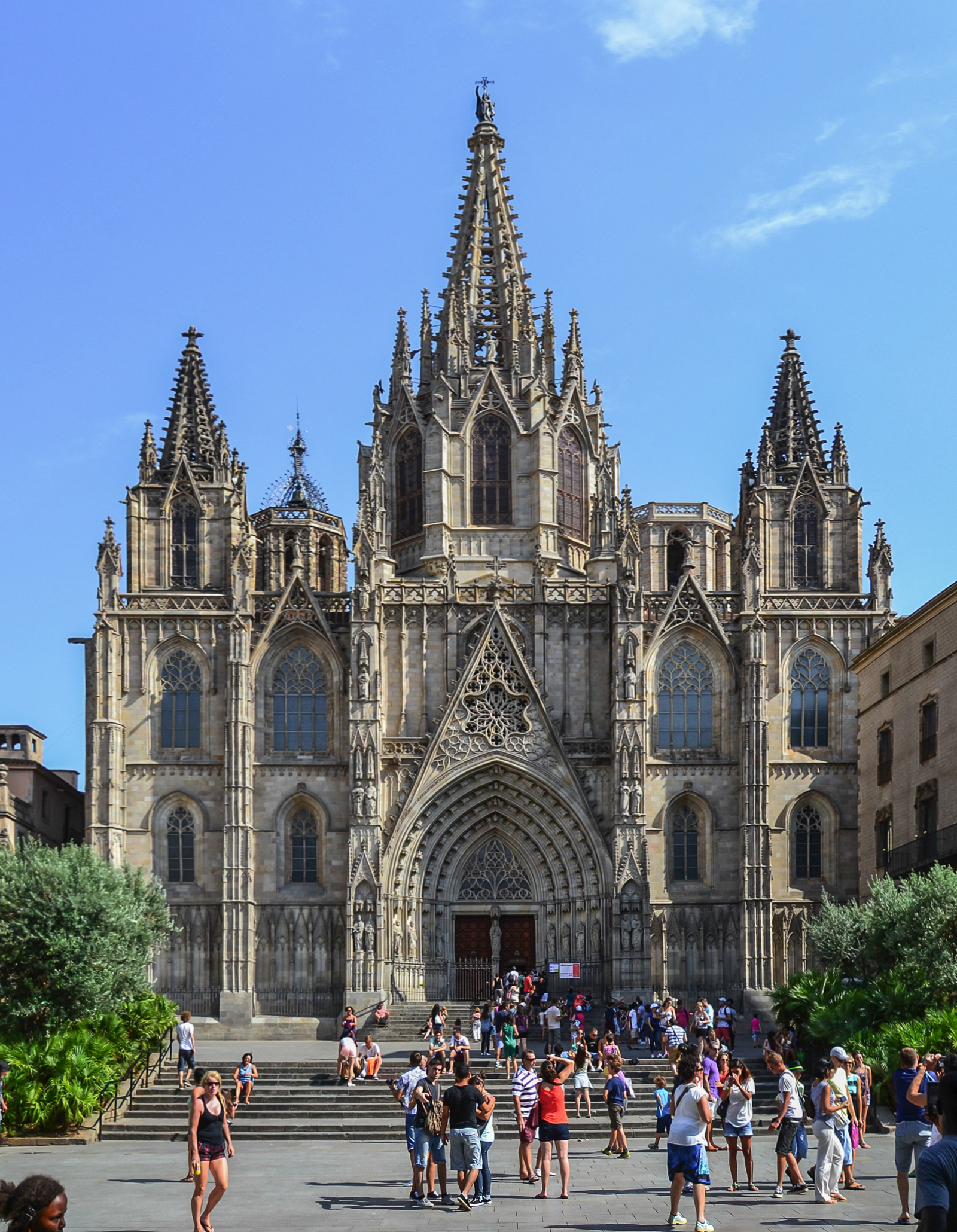
De kathedraal Santa Eulalia

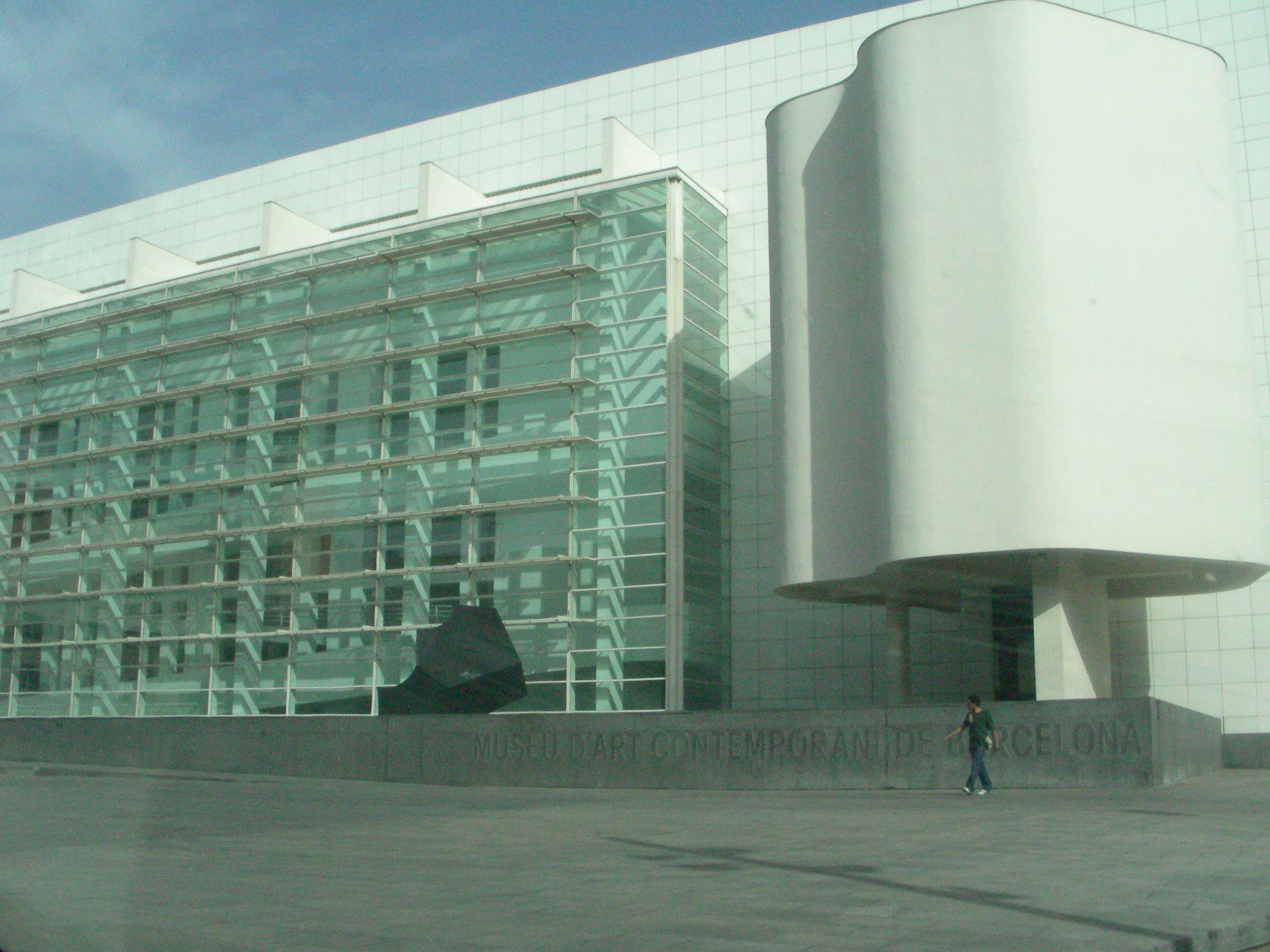
Museum voor moderne kunst MACBA

Architectonisch is Barcelona bekend vanwege de Gotische wijk en modernistische woonhuizen van het Eixample. Negen bouwwerken staan op de Werelderfgoedlijst van de UNESCO:
1. Palau de la Música Catalana, ontworpen door Lluís Domènech i Montaner
2. Hospital de Sant Pau, ontworpen door Lluís Domènech i Montaner
3. Sagrada Família, kerk ontworpen door Antoni Gaudí
4. Park Güell, park ontworpen door Antoni Gaudí
5. Casa Milà (La Pedrera), ontworpen door Antoni Gaudí
6. Casa Batlló, ontworpen door Antoni Gaudí
7. Palau Güell, ontworpen door Antoni Gaudí
8. Casa Vicens, ontworpen door Antoni Gaudí
9. Cryptes in Colonia Güell, ontworpen door Antoni Gaudí

Andere bezienswaardigheden:
- Ciutat Vella, de oude stad, die ingeklemd ligt tussen La Rambla en het Parc de la Ciutadella
- Torre Glòries (voorheen Torre Agbar), een sigaarvormig kantoorgebouw
- Arc de Triomf (Spaans: Arco de Triunfo)
- Parc Zoològic, de dierentuin van Barcelona, voormalige woonplaats van Sneeuwvlokje[31]
- Font Màgica (Spaans: Fuente Mágica), Magische Fontein
- La Rambla
- Plaça de Catalunya (Spaans: Plaza de Cataluña), het centrale plein van het stadscentrum.
- Camp Nou, het voetbalstadion van FC Barcelona
- Montjuïc, een heuvel/berg met onder andere het Olympisch Stadion, het kasteel van Montjuïc (een fort), musea, de Jardí Botànic de Barcelona en prachtige uitzichten
- Plaça Reial (Spaans: Plaza Real)
- Palau de la Generalitat, aan de Plaça de Sant Jaume
- Stadhuis van Barcelona (Catalaans: Ajuntament de Barcelona, Spaans: Ayuntamiento de Barcelona)
- El Liceu, operagebouw aan La Rambla
- Aquarium van Barcelona, het zeeaquarium
- Poble Espanyol, het Spaanse Dorp dat werd gebouwd ter gelegenheid van de Internationale Tentoonstelling in 1929[32]
- Colon (zuil die de plaats aanduidt waar Columbus terugkeerde van zijn reis naar Amerika)
- De Oude Synagoge van Barcelona, een van de oudste synagogen van Europa

### Kerken
- De Kathedraal van Barcelona: Catedral de Santa Eulàlia
- Santa María del Mar, ook wel "De kathedraal van de Zee" genoemd, gelegen in de wijk "El Born"
- Basílica de Nuestra Señora de la Merced
- Onze-Lieve-Vrouw ter Pinus, "Santa Maria del Pi", 15e eeuw, Gotische wijk.

### Musea
- Casa dels Entremesos: museum voor folklore en tradities
- Casa Museu Gaudí: Gaudí-museum
- Filmoteca de Catalunya: filmmuseum en -archief
- Museu Picasso: Picasso-museum
- Fundació Joan Miró: Miró-museum
- Museu Nacional d'Art de Catalunya: kunstmuseum van Catalonië
- Museu d'Art Contemporani de Barcelona (MACBA): museum voor moderne kunst
- Centre de Cultura Contemporània de Barcelona (CCCB)
- Fundació Antoni Tàpies
- Museo Frederic Marès
- Maritiem Museum
- Museu Egipci: Egyptisch museum
- CosmoCaixa: wetenschappelijk museum
- CaixaForum: modern museum
- Olympic & Sports Museum Joan Antoni Samaranch
- Centre d'Art Santa Mònica
- Galeria Mayoral, kunstgalerie
- Can Framis Museum
- Designmuseum van Barcelona

### Parken
- Parc de la Ciutadella
- Parc de Collserola
- Park Güell
- Parc del Laberint d'Horta
- Parc de Montjuïc
- Parc del Turó
- Parc de Joan Miró

De stad heeft een aantal karakteristieke elementen in het straatbeeld, waaronder de stoeptegel flor de Barcelona en de Gaudí-tegel.

## Cultuur

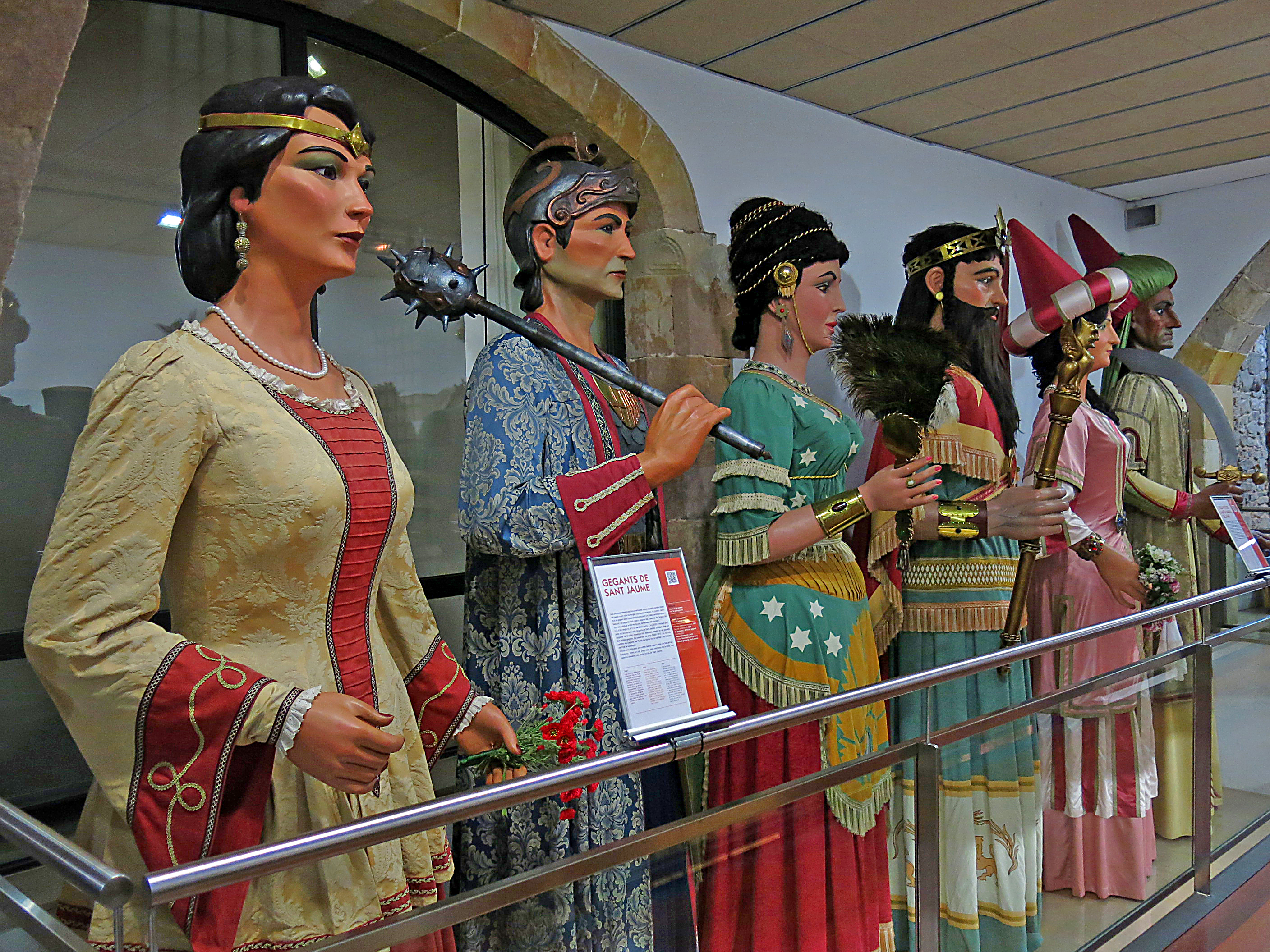
Een permanente tentoonsteling is gewijd aan de stadsreuzen in het Casa dels Entremesos, Barcelona

### Folklore

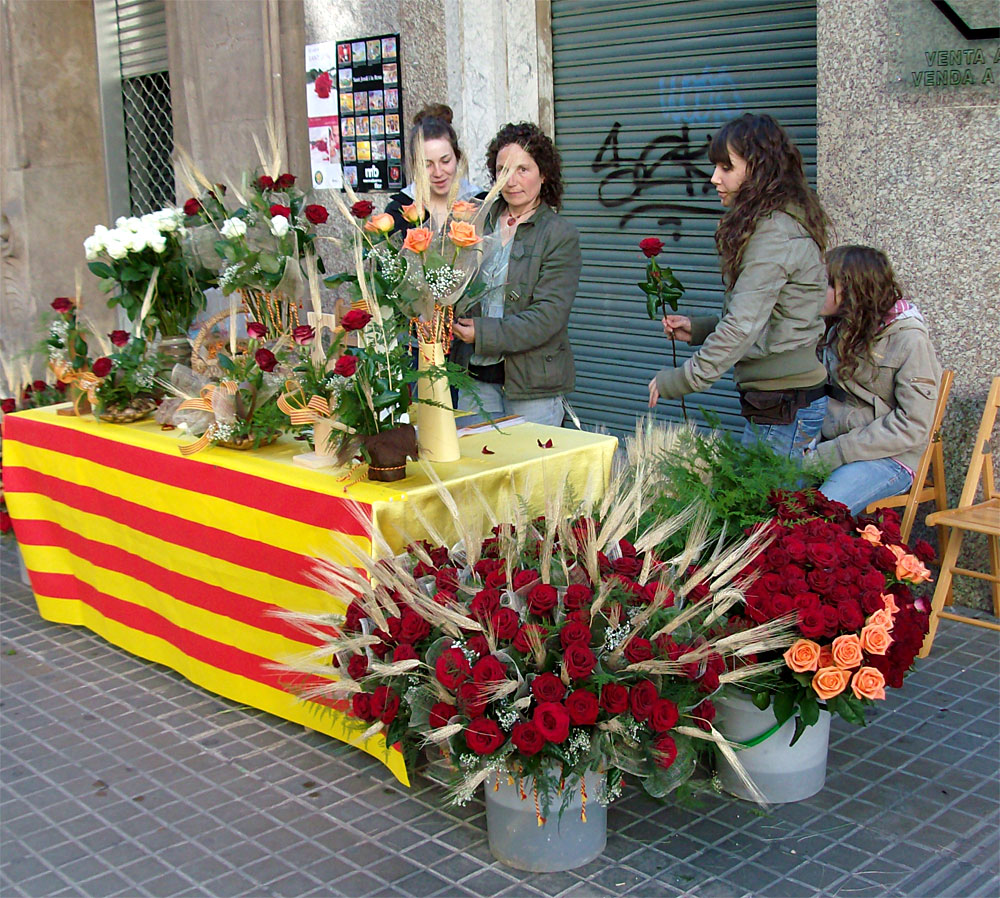
Rozenverkopers op de Diada de Sant Jordi in Barcelona

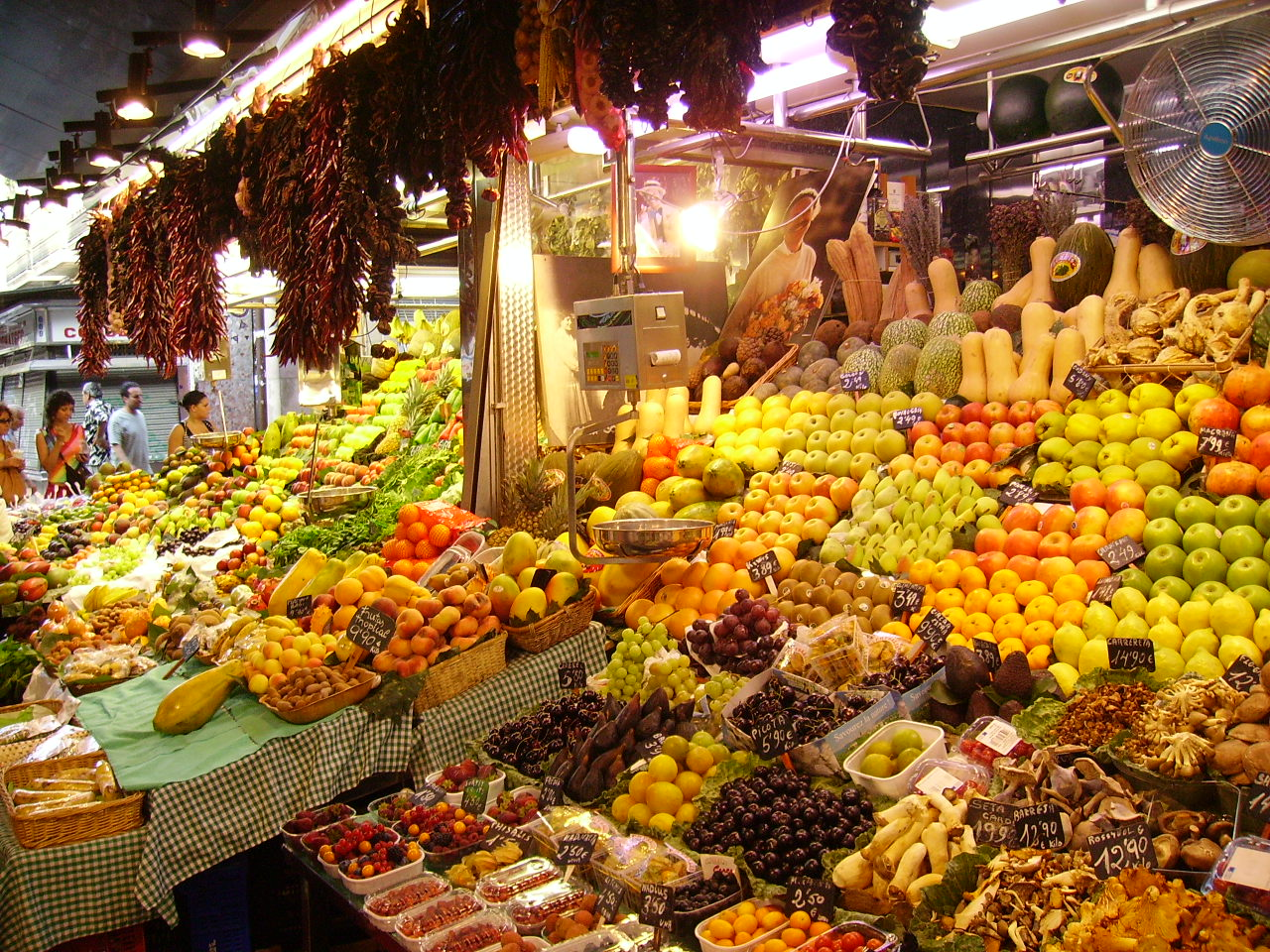
Mercat de la Boqueria bij La Rambla

Barcelona kent naast de nationale Spaanse feestdagen een aantal lokale feestdagen.
De data van de officiële feestdagen wisselen per jaar, omdat als een bepaalde feestdag in het weekend valt, er doorgaans een andere feestdag als, te vieren, regionale feestdag wordt gekozen. Een en ander is het gevolg van de verregaande autonomie van de Spaanse Comunidades, waarbij bepaalde feestdagen landelijk worden bepaald en andere regionaal of zelfs lokaal.
De lokale grote feesten:
- Feesten ter ere van San Joseph Oriol: OLV vrouw van de Pinus (Virgen del Pi).[35]
- Feesten ter ere van Heilige Eulalia van Barcelona.[36]
- Feesten ter ere van OLV van Barmhartigheid: La Mercè.[37]
- La Diada de Sant Jordi (23 april): Op deze dag is een groot deel van het centrum van Barcelona, met name de La Rambla en de Passeig de Gracia, één boekenmarkt. Het is dan gebruikelijk dat vrouwen aan mannen een boek cadeau doen en dat mannen aan vrouwen een roos geven.[38] In 2009 waren er ruim 400 boekenstalletjes en was de omzet aan boeken goed voor 8% van de totale jaarlijkse boekenomzet in Catalonië. Het aantal verkochte rozen bedroeg zo'n vijf miljoen, waarvan 60% rode rozen.

Tijdens de Semana Santa, de week voor Pasen, die in Spanje van Palmzondag tot en met het paasfeest duurt, zijn vele scholen en andere instellingen gesloten.

### Gastronomie
Catalonië kent, net als de rest van Spanje, vier maaltijdmomenten per dag. Het ontbijt bestaat meestal uit sterke koffie (cortado) met iets zoets zoals Churros of Cañas. Het middageten heeft plaats, zoals in de meeste mediterrane steden, rond 14.00 uur. Een groot deel van de restaurantbezoekers eet dan het "Menú del Mediodía", oftewel het lunchmenu, dat bestaat uit een voorgerecht, hoofdgerecht en nagerecht. El sopar (het avondeten) begint in Barcelona niet voor 19.30 uur. In het weekend is 22.00 uur een normale etenstijd.
Barcelona beschikt over veel restaurants, variërend van de traditionele mediterrane keuken tot sushi, en van Catalaanse haute cuisine tot de exotische keukens van Thailand en Brazilië. Vooral in de districten Eixample, Gràcia, Sant Gervasi en El Born vindt men een groot aantal betere restaurants. De goede tapasbars bevinden zich niet alleen in Eixample en Sant Gervasi, maar ook in het centrum, rondom de "Rambla de Catalunya" en de "Passeig de Gracia". Catalonië is een belangrijke wijnstreek. De bekendste Catalaanse wijnstreken zijn Penedés, Priorat en Alella. De Catalaanse mousserende wijn heet cava. Freixenet en Codorníu zijn enkele grote producenten van cava.
De Catalaanse keuken is verfijnd en naturel en heeft weinig raakvlakken met de Centraal- en Zuidelijk Spaanse traditionele keuken (Madrid en Andalusië) of die van de noordkust (Baskenland, Galicië). De Catalaanse keuken is mediterraan, met invloeden van de Italiaanse en de Franse keuken. De hoofdbestanddelen vormen lokale producten zoals olijfolie, vis, peulvruchten, knoflook, rijst, schaaldieren en een groot aantal mediterrane streekgroenten, zoals courgette, aubergine, paprika, tomaat en uien. Opvallend is dat ook foie gras en pasta tot de Catalaanse keuken behoort, met name ‘macarrons’, cannelloni en lasagne worden veel gegeten, in tegenstelling tot in de rest van Spanje.
Typisch Catalaans:
- Escalivada: Gegrilde groenten (paprika, tomaat, aubergine, courgettes) met veel olijfolie en azijn
- Romesco: Een saus van noten, gedroogde tomaten, gedroogde paprika's, kruiden en olijfolie, wordt gegeten met Calçots, grote lente-uien, die vooral in januari en februari worden gegeten.
- Aïoli: Knoflookmayonaise
- Pa amb tomàquet: Brood (Xapata) met tomaat, knoflook en olijfolie
- Crema Catalana: De Catalaanse versie van Crème Brûlée
- Paella: Van origine een traditioneel Valenciaans gerecht (rijst met saffraan, gedroogde paprika's, verschillende schaal- en schelpdieren en inktvis). Een typisch Catalaanse variant is met "arros negre", een zachte rijstschotel met inktvisinkt waardoor het gerecht zwart (negre) kleurt.

Barcelona heeft ruim 25 'vaste' markten die vijf of zes dagen per week zijn geopend. De grootste hiervan is de Mercat de la Boqueria aan La Rambla. Deze markt heeft naar Europese maatstaven een groot assortiment aan verse producten. Over de markten in de stad treft men het hele jaar door verse vis, schaal- en schelpdieren in levende en bewegende staat, inktvis, krab en kreeft, cigalas (Galicische rivierkreeft), galeras (bidsprinkhaankreeft), mairas (mediterrane sardines), maar ook almejas en chirlas (venusschelpen), en navajas (scheermesschelpen). Rond oktober en november vindt men er paddenstoelen (onder andere 'girgoles', 'ceps', 'rossinyols', 'trompetes', en 'rovellons'). Deze paddenstoelen komen uit de bossen en bergen in de omgeving van Barcelona, en worden in de herfst 'geoogst' door fanaten, zogenaamde 'boletaires'.

### Media
De meest gelezen kranten zijn La Vanguardia, een nationaal Spaans dagblad met zijn hoofdzetel in Barcelona, het meer lokale El Periódico de Catalunya, waarvan een Spaanstalige en een Catalaanse editie uitkomt, en het in Madrid gezetelde El País. De stad heeft haar eigen editie van een aantal gratis dagbladen, waaronder 20Minutos, ADN en Qué.
Verder heeft Barcelona twee eigen tv-stations (BTV en TD8) en hebben de meeste overige Catalaanse zenders er hun redactie. De stad heeft een groot aantal radiozenders.

### Onderwijs

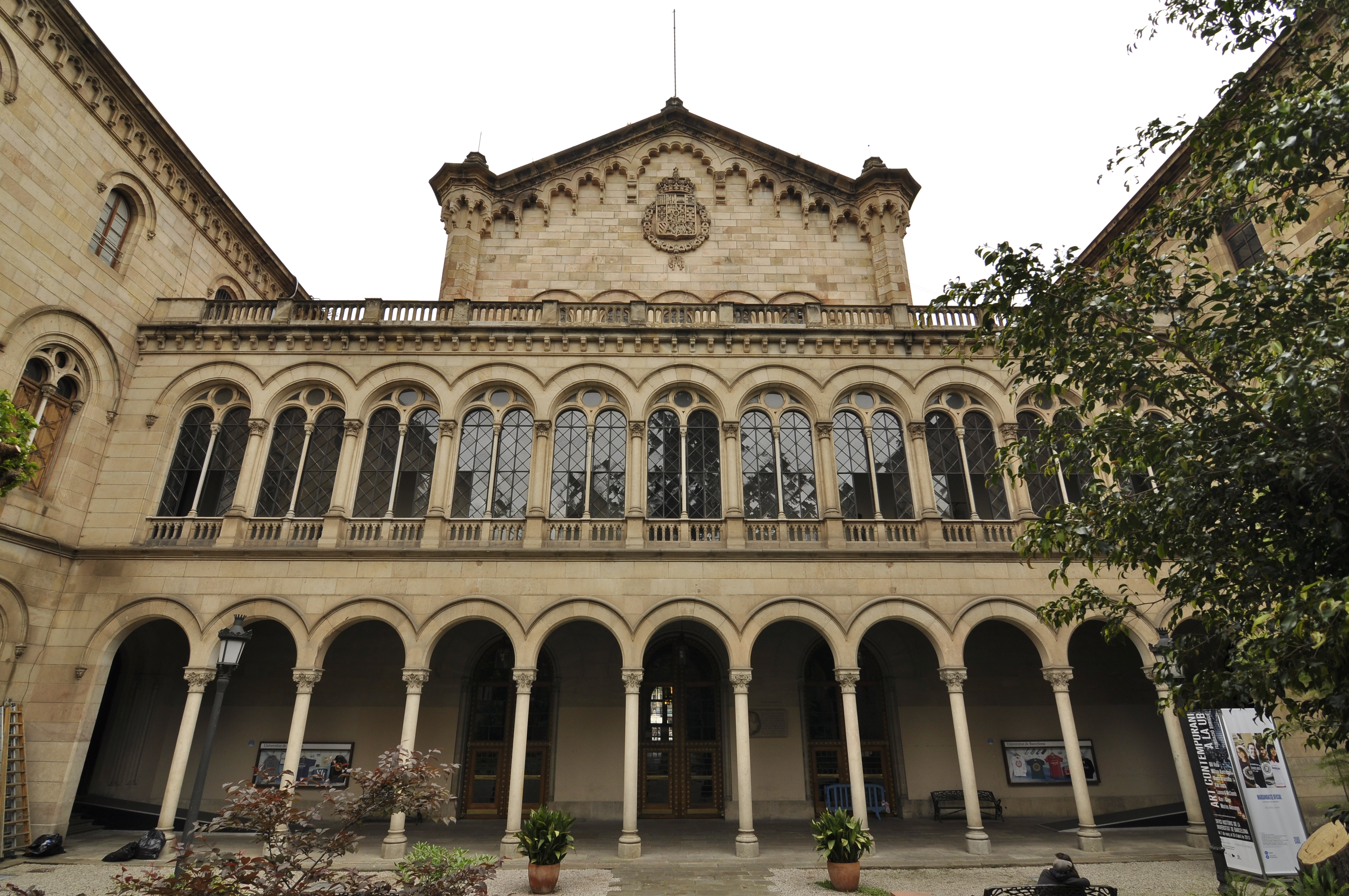
Het historische hoofdgebouw van de Universiteit van Barcelona, opgericht in 1450

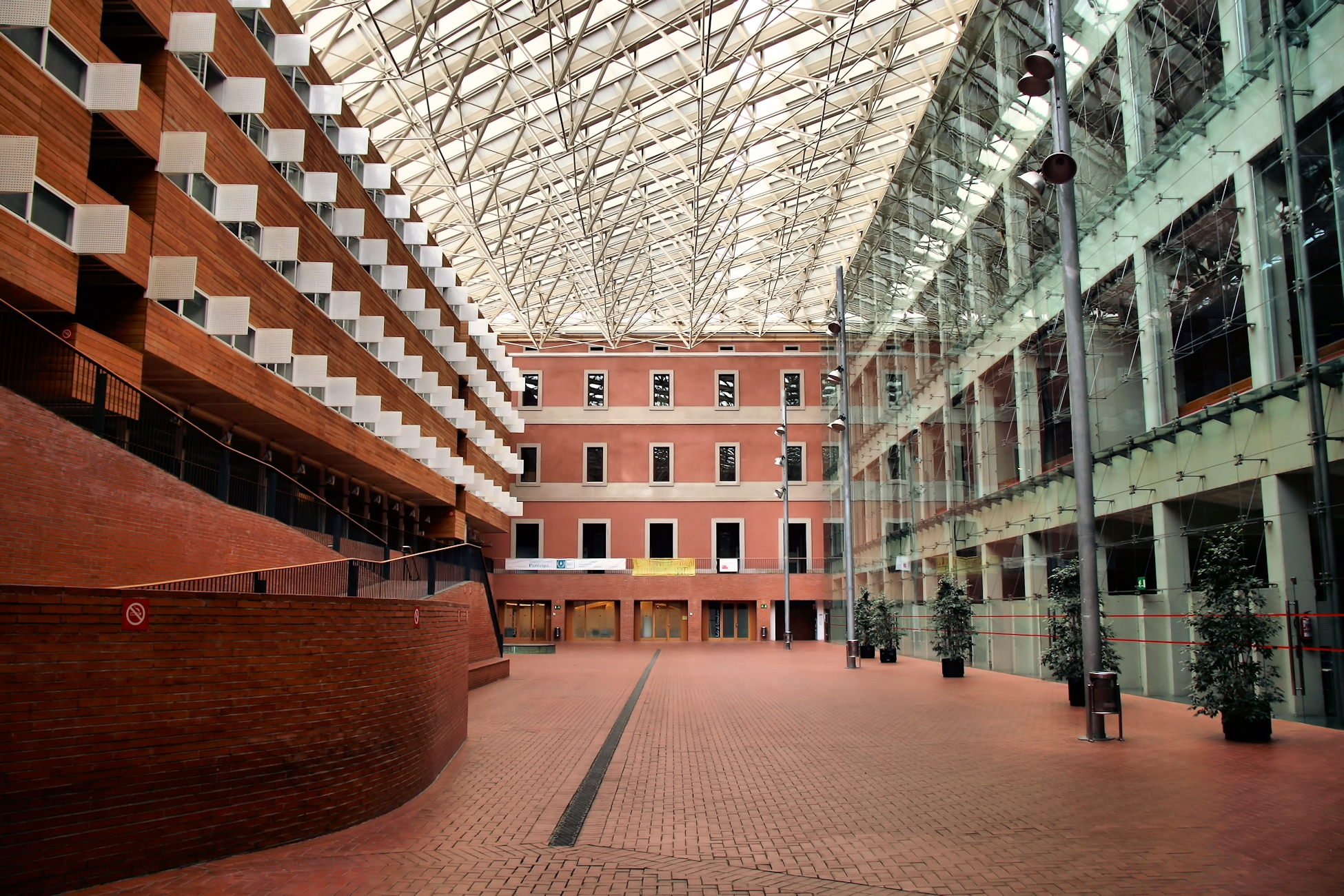
Het Roger de Llúria-gebouw van de Universiteit Pompeu Fabra in Barcelona, een van de nieuwere succesvolle universiteiten ter wereld (opgericht in 1990)

Barcelona heeft het omvangrijkste educatieve systeem van Spanje. De Universiteit Pompeu Fabra (UPF) bevindt zich in het centrum en is volgens de Times Higher Education World University Rankings 2021 de beste universiteit in het land. De Universiteit van Barcelona (UB), is opgericht in 1450 en daarmee de oudste universiteit in de stad. Verder vindt men in de stad de Polytechnische Universiteit van Catalonië, de Universitat Oberta de Catalunya en de "Universitat Internacional de Catalunya", en vlak buiten de stad de grote Universitat Autònoma de Barcelona (UAB). Daarbuiten zijn er private universiteiten als "ESADE" en de "Universitat Ramon Llull" en een campus van de Toulouse Business School.

### Sport

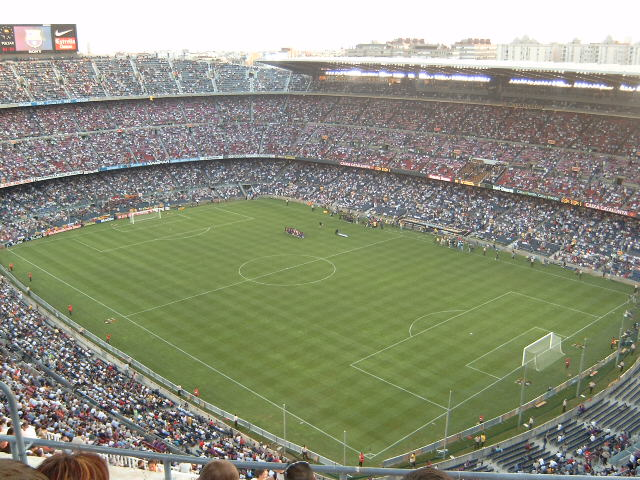
Het stadion van FC Barcelona

Barcelona is de thuisbasis van de bekende voetbalclub FC Barcelona oftewel Barça, dat zijn eigen stadion heeft, Camp Nou in het district Les Corts. Dit stadion werd gebruikt bij het EK voetbal van 1964 en WK voetbal van 1982. De stad Barcelona Barça noemen is niet correct, deze term wordt alleen voor de voetbalclub FC Barcelona gebruikt. De teams van FC Barcelona worden, in de Spaanse media, vaak, naar de clubkleuren, los azulgranas (blauw-roden) genoemd.
De tweede voetbalclub van Barcelona is Espanyol, dat sinds het seizoen 2009-2010 weer een eigen stadion heeft genaamd Estadi Cornellà-El Prat. Daarvoor speelde het in stadion Sarrià dat gebruikt werd voor het WK voetbal van 1982. Van 1997 tot 2009 heeft de club haar thuiswedstrijden in het Olympisch Stadion gespeeld, dat op de berg Montjuïc ligt en het stadion was bij de Olympische Zomerspelen van 1992.
De bevolking van Barcelona heeft de naam sportief te zijn. Het zachte klimaat, met milde winters en de omstandigheid dat Barcelona aan de zee ligt, maakt dat de boulevards langs de stranden en parken bevolkt worden met joggers, skaters en fietsers. Elk jaar wordt in april/mei een Formule 1-race gehouden op het circuit van Montmeló, een dorpje binnen de metropool Barcelona.
De stad kent veel jaarlijkse sportevenementen, zoals de halve marathon van Barcelona en de marathon van Barcelona (Marató de Barcelona) en een massaal skatetoernooi. De wielerkoers Ronde van Catalonië komt regelmatig in Barcelona. Meermaals lag de eindstreep van de koers op de berg Montjuïc. Daarnaast was Barcelona vaak etappeplaats in de Ronde van Spanje en drie keer in de Ronde van Frankrijk. In het Palau Sant Jordi, gebouwd voor de Olympische Zomerspelen 1992, hebben regelmatig sport- en muziekevenementen plaats.
In 1984 vonden de Wereldkampioenschappen baanwielrennen op de Velòdrom d'Horta. De baanonderdelen van de Olympische Spelen van 1992 vonden op dezelfde wielerbaan plaats.

### Stranden

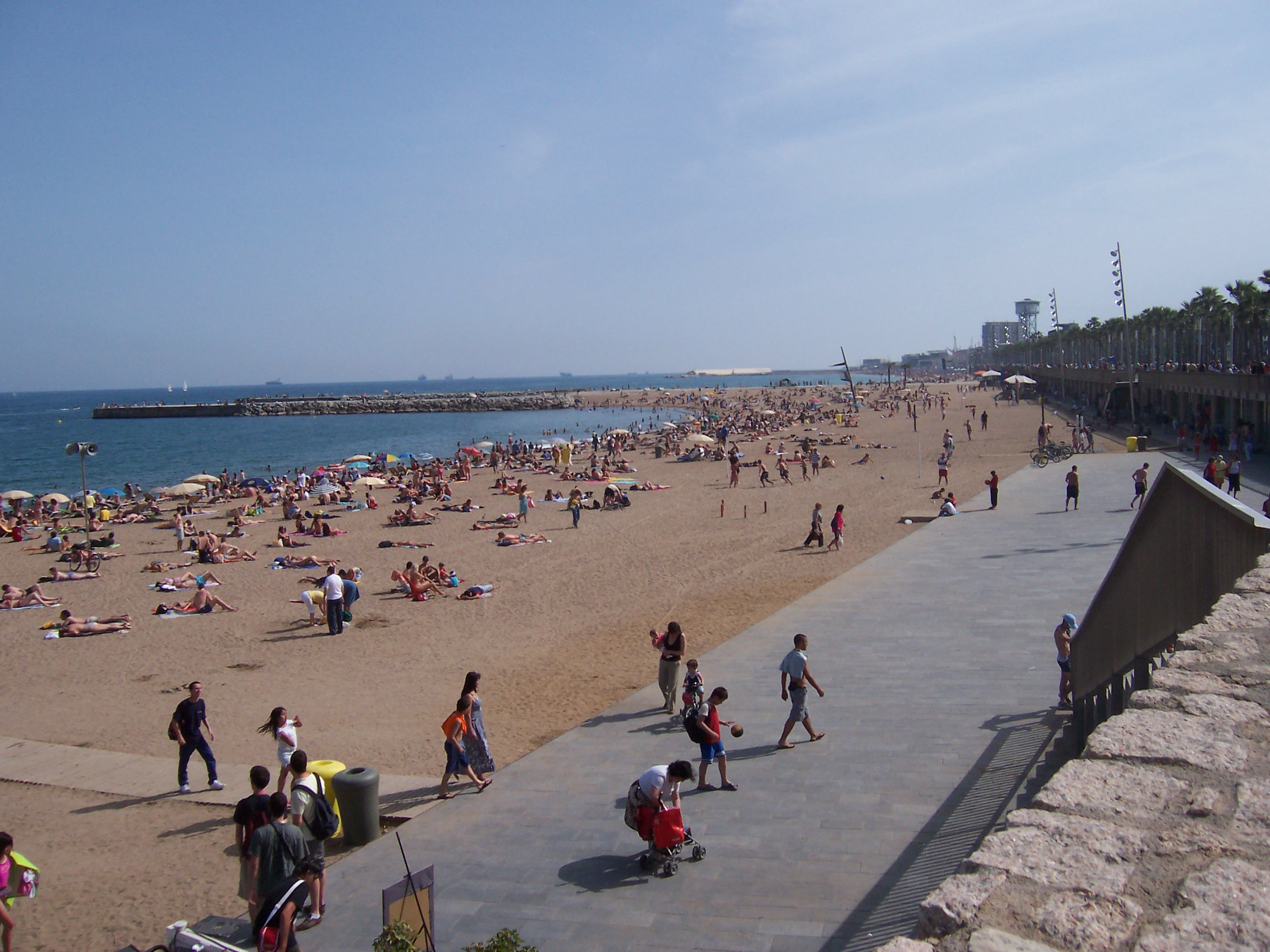
Strand van Barceloneta

Voor een grote stad als Barcelona is het bijzonder dat er stranden zijn. Weliswaar zijn deze volledig kunstmatig, maar ze liggen letterlijk naast het centrum, aan de Middellandse Zee. Rond 1990, tijdens de grote stadstransformatie voor de Olympische Spelen, werd de hele kustlijn van Barcelona vernieuwd en vrijwel opnieuw aangelegd. Sindsdien is er een strand van meer dan vier kilometer lang, dat is voorzien van douches, strandwachters, bars en restaurants. Volgens gegevens van de gemeente liggen, volleyballen en zwemmen er jaarlijks meer dan 7 miljoen mensen.
Het strand is onderverdeeld in zeven strandgebieden, van zuid naar noord: Sant Sebastià, La Barceloneta, Nova Icària, Bogatell, Mar Bella, Nova Mar Bella en het recent beschikbaar gekomen Levante.
Dit stadse strand heeft twee naaktstranden. Zowel bij Sant Sebastià (gedoogd), als bij Nova Mar Bella (officieel) kan zonder kleding gezond en gezwommen worden.

### Muziek
In Barcelona ontstond in de jaren vijftig de populaire Catalaanse rumba.

### Nachtleven
De stad heeft een druk en gevarieerd nachtleven, dat over de hele stad verspreid is. De Gotische wijk en El Raval, de wijken El Born, Gràcia en Eixample staan vol met bars en discotheken. Ook zijn er enkele clubs bij het strand. Chiquere bars en trendy nachtclubs zijn vooral te vinden aan de bovenkant van de Avinguda Diagonal en de wijk 'Sant Gervasi' rondom Plaça Francesc Macia (Spaans: Plaza Francisco Macia). Enkele grote namen van het nachtleven in Barcelona zijn La Paloma, Space BCN, The Sutton Club, Otto Zutz en Razzmatazz. Ook in de omgeving van "La Rambla" vindt men genoeg bars en discotheken, maar deze richten zich hoofdzakelijk op guiris, de bijnaam voor toeristen die er als toeristen uitzien en zich als zodanig gedragen.
Barcelona heeft een eigen 'homobuurt' in een klein gedeelte van Eixample, ook wel bijgenaamd 'Gaixample', met een behoorlijk aantal bars en discotheken die geconcentreerd zijn rondom de straten Carrer Consell de Cent (Spaans: Calle Consejo de Ciento), Carrer Diputació (Spaans: Calle Diputación), Carrer Muntaner en Carrer Casanova.

### Winkelen
Barcelona heeft een van de grootste commerciële centra van Europa, tot ver buiten het centrum zijn winkelstraten te vinden. Het winkelcentrum van Barcelona is omvangrijk en beslaat de Gotische Wijk en El Born en het merendeel van Eixample en Gràcia. Ook verderaf gelegen wijken als Sarrià, Sant Gervasi, Sant Andreu, Sants en Les Corts beschikken over een groot aantal winkels.
In en rondom de Gotische wijk bevindt zich een mix van winkels met aardewerk, Spaanse en Italiaanse merkkleding, leren jassen, souvenirs en speciaalzaken. Hetzelfde geldt voor de wijk 'El Born', al zijn hier wat duurdere, maar minder bekende merken gevestigd.
De Carrer Pelai (Spaans: Calle Pelayo) is een straat met schoenenwinkels. Op de Avinguda Portal de l'Àngel (Spaans: Avenida Puerta del Ángel) zijn winkels van bekende Spaanse ketens gevestigd zoals Zara en Mango. Aan de Passeig de Gracia, zijn de winkels van bekende modehuizen te vinden zoals Chanel, Louis Vuitton en Gucci. Parallel aan de Passeig de Gracia loopt de Rambla de Catalunya (Spaans: Rambla de Cataluña), met van chique tot goedkoop en veel schoenenwinkels. Aan de Avinguda Diagonal, vindt men winkels zoals DKNY, Hugo Boss en Gonzalo Comella. Hippe mannenkleding is vooral te vinden in de homowijk Esquerra del Eixample, gelegen tussen de straten Villaroel/Aribau en Gran Via/Aragó.
Aan het Plaça de Catalunya bevindt zich een vestiging van het grote warenhuis El Corte Inglés, waarvan de bovenste verdieping uitzicht biedt op het plein en op de Passeig de Gràcia.
Barcelona beschikt over meerdere overdekte winkelcentra. De grootste daarvan zijn Glòries, op Plaça de les Glòries (Spaans: Plaza de las Glorias) en Diagonal Mar. Een chiquere versie is L'Illa, aan de bovenkant van de Avinguda Diagonal, richting Plaça Maria Cristina. De Mercat de la Boqueria(Spaans: Mercado de la Boquería) heeft een groot versassortiment. Op de Mercat de Sant Antoni vindt men behalve eten en kleding, iedere zondag een grote hoeveelheid boeken en cd's. Andere voedselmarkten zijn de Mercat del Ninot, Mercat d'Aragó en Mercat de l’Abaceria in Gràcia.

## Transport

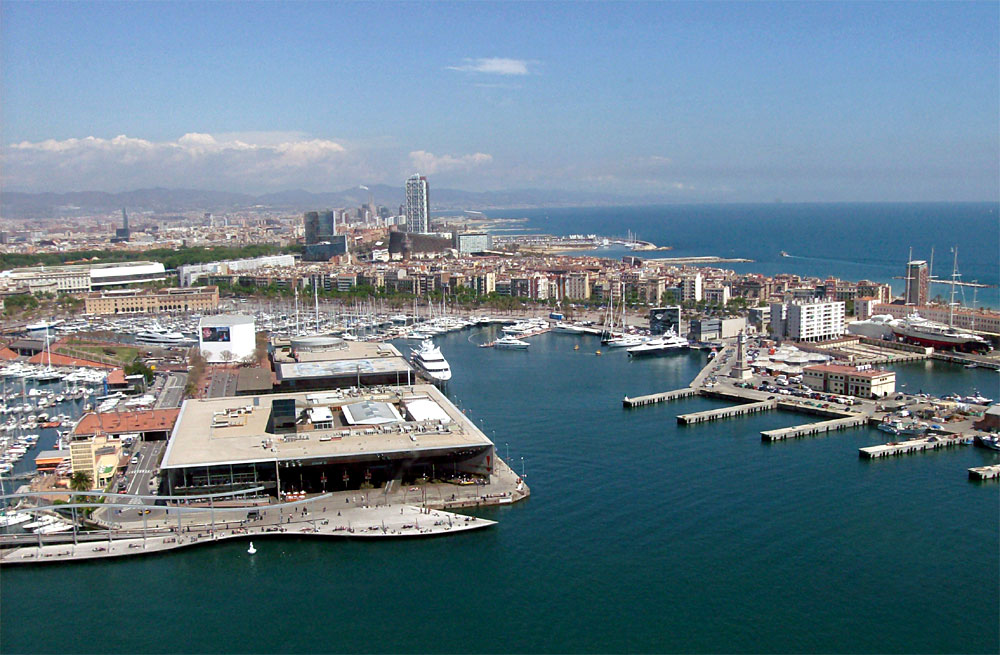
Maremagnum met links de Port Vell en rechtsachter Barceloneta

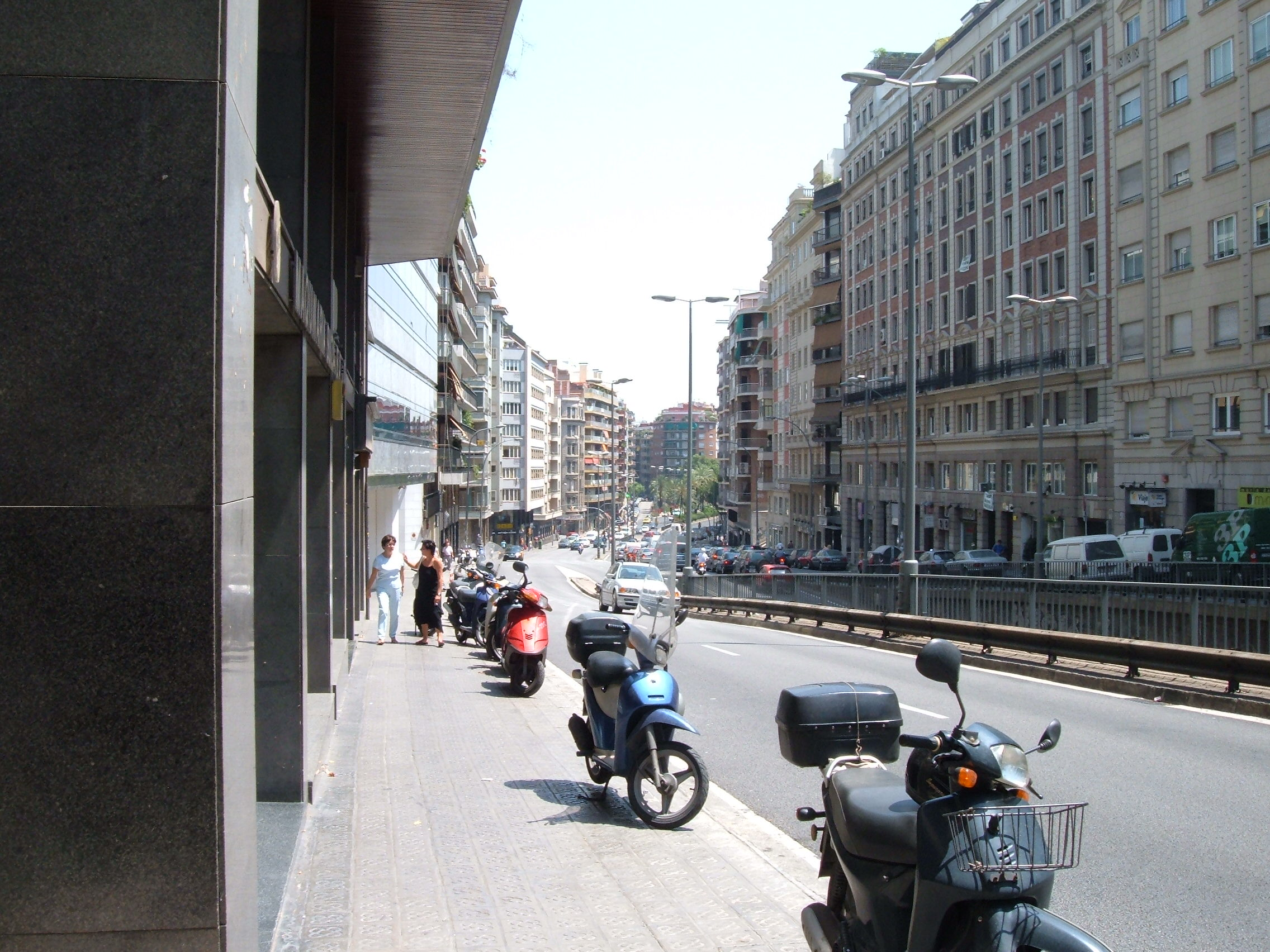
Ronda del Mig

### Haven
Barcelona beschikt over een van de grootste havens van het Middellandse Zeegebied, een van de belangrijkste van Europa, zowel voor personen- als goederenverkeer. Van hieruit vertrekken veerboten naar de Balearen en Italië. Ook heeft de stad drie havens voor privéjachten (Port Vell, Port Olímpic en Port de Sant Adrià).

### Auto
Het autoverkeer in Barcelona is druk, maar door de grote hoeveelheid verkeerslichten overzichtelijk. De snelwegen rond de stad kennen, om luchtvervuiling en ongelukken te reduceren, een maximumsnelheid van 80 kilometer per uur.
De belangrijkste verkeersaders zijn de rondwegen Ronda del Litoral en Ronda de Dalt, de Gran Via, Avinguda Diagonal, Avinguda Meridiana en de Carrer Aragó (ook wel Calle Aragón).
Voor parkeren is men aangewezen op parkeergarages. In mei 2005 heeft de stad zogenaamde àreas verdes i blaves aangelegd (groene en blauwe parkeerzones), waarmee het parkeren voor niet-bewoners aan banden is gelegd. Mede door de verkeers- en parkeersituatie is Barcelona een stad met veel brommers, motors en scooters.

### Openbaar vervoer

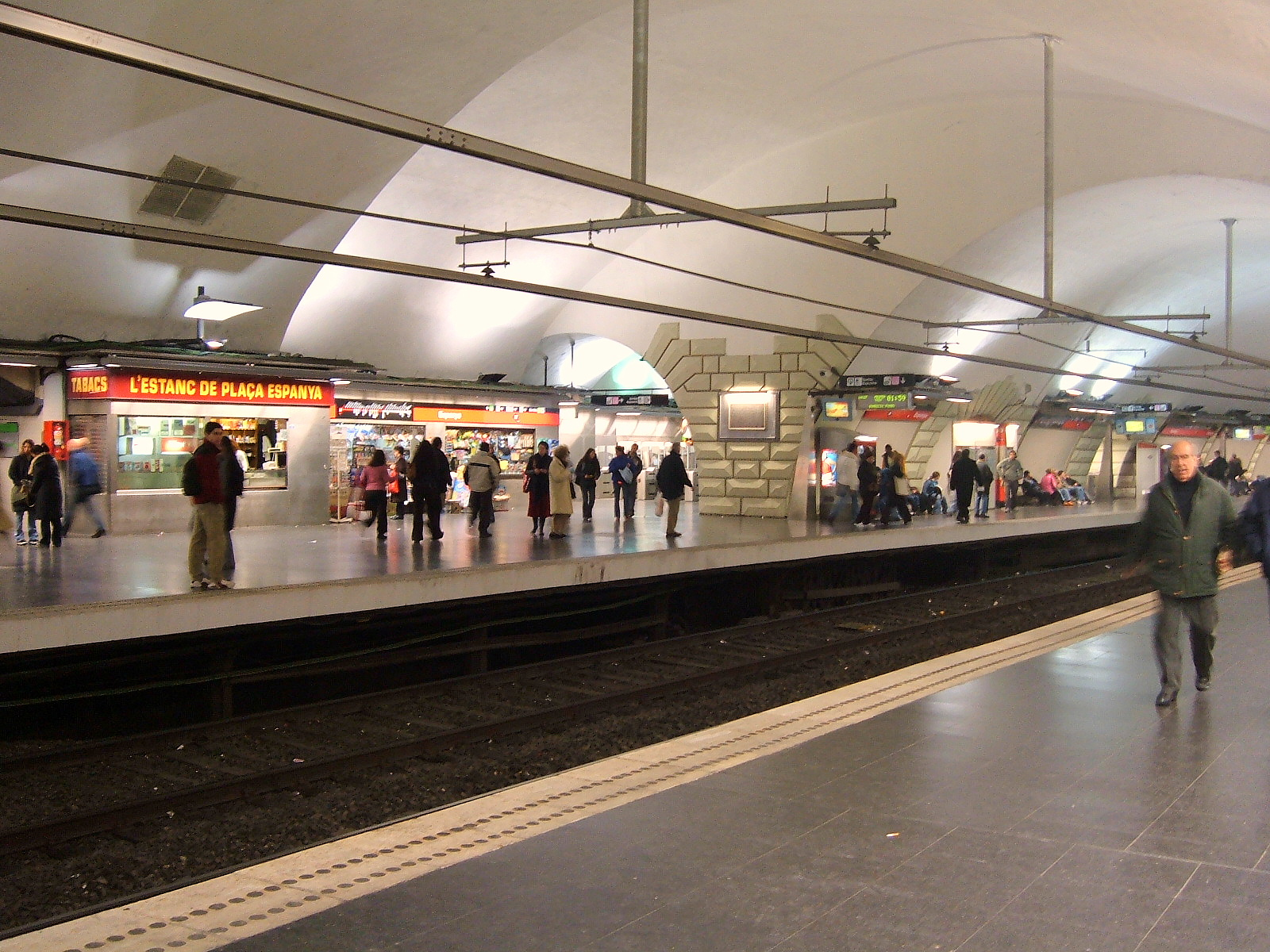
Metrostation 'Espanya'

Barcelona beschikt over een uitgebreid netwerk van openbaar vervoer met ongeveer 130 stadsbuslijnen, 40 nachtbuslijnen, vier tramlijnen, en een ondergronds metronetwerk, de metro van Barcelona, die bestaat uit negen stadslijnen en zes lijnen die tot ver buiten de stad reiken. De geel-zwarte taxi’s vullen, met name 's avonds en 's nachts het openbaar vervoer aan.
Het metronetwerk wordt nog uitgebreid. Er zijn twee lijnen (lijn 9 en lijn 10) in aanleg, die gedeeltelijk een gemeenschappelijk tracé volgen, met 50 kilometer de langste geautomatiseerde metrolijn van Europa wordt, en zo'n 52 stations met elkaar zal verbinden. De eerste delen van deze lijn zijn in 2010 in de voorsteden Santa Coloma de Gramenet en Badalona geopend. Het centrale sluitstuk zal niet voor 2028 gerealiseerd zijn.
In 2022 bestaat het metronetwerk uit twaalf stadslijnen met 185 ondergrondse en 4 bovengrondse stations en zes “suburbane lijnen”.
Het voornaamste busstation voor nationale en internationale bestemmingen is te vinden bij het ‘Estació del Nord’. Voor de regionale bestemmingen vertrekken de bussen vooral rondom Plaça de Catalunya en Plaça Urquinaona.

### Spoorwegen

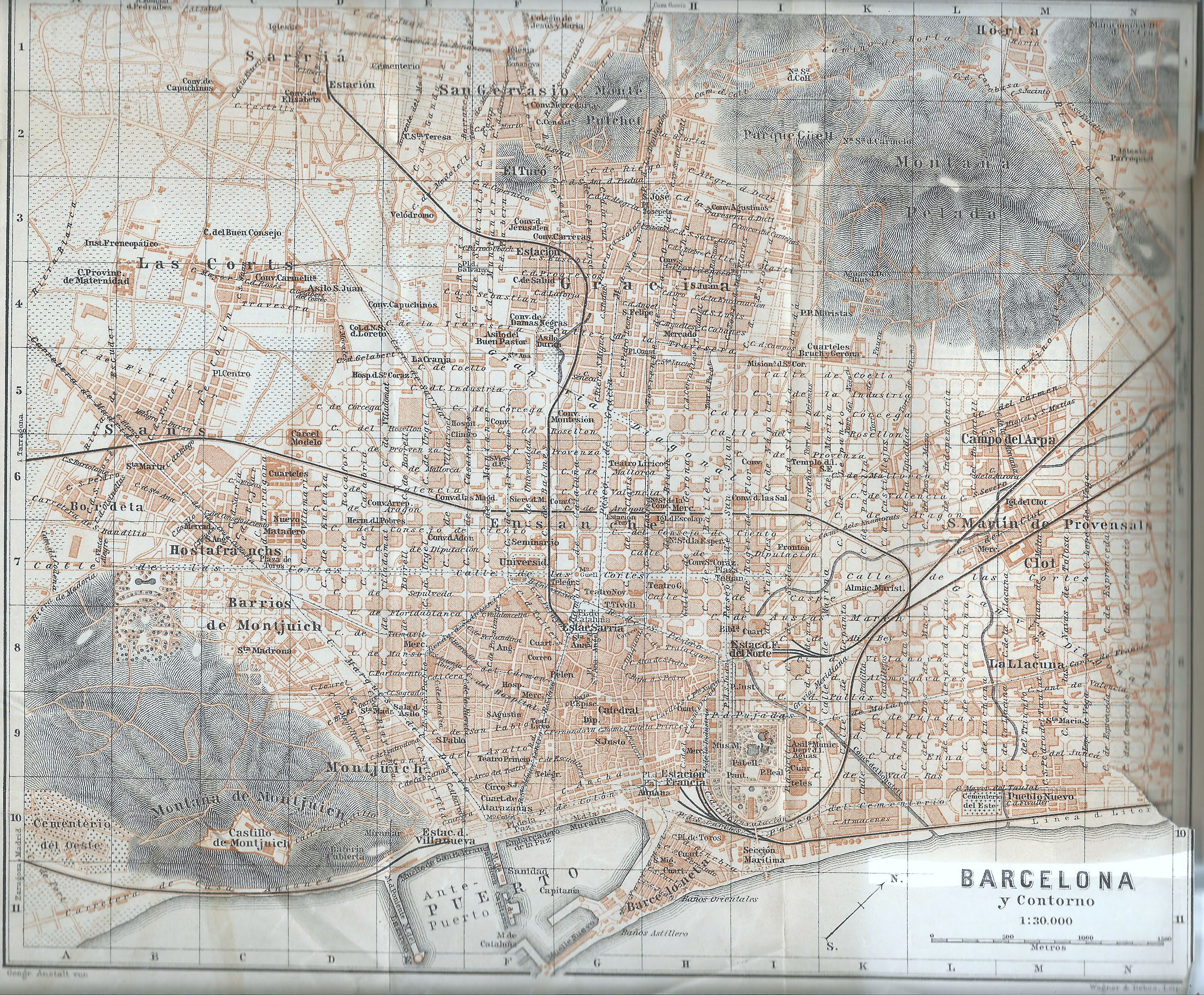
In 1908 waren de twee hoofdstations aan de Oostkant van de stad en was de oost-westverbinding bovengronds. Er was een lokale spoorlijn naar Sarriá.

Barcelona beschikt over verschillende spoorwegstations, waarvan het grootste het Estació de Sants is. Vanaf hier vertrekken treinen naar vrijwel alle steden in Spanje. Vanaf 15 december 2013 heeft Barcelona rechtstreekse hogesnelheidstreinen naar de Franse steden Toulouse, Marseille, Lyon en Parijs.
In het verleden moest voor de meeste internationale verbindingen aan de Franse grens overgestapt worden, vanwege het verschil in spoorwijdte tussen Spanje en de rest van het continent. Per dag reden er twee directe treinen, waarvan de as aan de spoorwijdte aangepast kan worden, naar Montpellier. Door de bouw van een hogesnelheidslijn in normale spoorbreedte is dit ongemak verdwenen. Zowel SNCF als RENFE bieden hogesnelheidstreinen aan naar Zuid-Frankrijk. De TGV van SNCF rijdt zelfs door naar Parijs. De hogesnelheidslijn verbindt de stad ook met Madrid. Op 20 februari 2008 werd van deze verbinding het traject Barcelona – Madrid in gebruik genomen. Bij opening van de spoorlijn bedroeg de reistijd 2 uur 38 minuten, na een testperiode is de reistijd gereduceerd.
Voor bestemmingen binnen Catalonië (zoals Tarragona, Girona, de verschillende plaatsen aan de Costa Brava en Costa Dorada) zijn er de Rodalíestreinen. Deze treinen vertrekken vanaf verschillende stations: Passeig de Gracia, Plaça de Catalunya, El Clot-Aragó, Sant Andreu Comtal en Arc de Triomf, alle compleet ondergronds. Deze stations zijn direct aangesloten op het metronetwerk van de stad.
Door een grote verbouwing is station Sants gemoderniseerd. Dit station verbindt Barcelona via de Spaanse hogesnelheidslijn (AVE) onder andere met Zaragoza, Madrid en Sevilla. In beide richtingen zijn er elf dagelijkse verbindingen die Barcelona en Madrid in ruim 2,5 uur met elkaar verbinden. Aanvullend zijn er 15 treinen van en naar Madrid die op meer plaatsen stoppen en daarom langzamer zijn.
Aan een nieuw spoorwegstation, Estació de Sagrera - TAV genaamd is in de loop van 2009 begonnen. Dit station moet het grootste en drukste spoorwegstation van de stad worden, en een van de grootste ondergrondse spoorwegstations van Europa. Het station zal tegelijkertijd dienen voor de AVE, de korte- en langeafstandstreinen, stads- en langeafstandsbussen en de metro. Ook is er een parkeervoorziening voor 2.800 auto's gepland.
Er zijn problemen met de financiering van het op € 703 miljoen begrote station. De financiering komt voor € 161 miljoen voor rekening van de Adif, voor € 255 miljoen voor rekening van de overheid en voor de resterende € 287 miljoen uit de opbrengst van onroerend goed, zoals het nog te bouwen, 145 meter hoge, gebouw 'Núvia' van architect Frank Gehry. Door de crisis in de bouwsector is dit laatste deel van de financiering onzeker en moet rekening gehouden worden met verdere vertraging.
De bouwplannen voor spoorwegstation Sagrera dateren uit de jaren tachtig en de verwachting was dat het station mogelijk in 2023 geopend kon worden. In 2024 werd geen opleverdatum meer gecommuniceerd.
Naast de RENFE-spoorlijnen, zijn er de regionale spoorlijnen, vergelijkbaar met de Parijse RER, van de Catalaanse spoorwegen (FGC) die de metropool Barcelona bedienen. De FGC worden feitelijk beschouwd als een onderdeel van het metronet van Barcelona, waardoor de vervoersbewijzen van de FGC en TMB gelijk geprijsd zijn en onderling uitwisselbaar zijn.

### Vliegverkeer
Barcelona beschikt over een internationale luchthaven in de gemeente El Prat de Llobregat, ongeveer 15 kilometer buiten het centrum van de stad. De capaciteit van de luchthaven, de op een na de grootste van Spanje, werd in 2009 fors verhoogd door de opening van een nieuwe terminal, Terminal 1. De afstand tussen beide terminals is circa anderhalve kilometer. De originele terminal werd sinds die datum aangeduid als Terminal 2. Ook dat jaar werd de parkeercapaciteit opgevoerd tot 11.000 personenwagens. 
De luchthaven is vanuit Barcelona bereikbaar per eigen vervoer, taxi, bus (Aerobus en Nitbus), trein en metro.
Per trein wordt Terminal 2 bediend vanuit een eigen treinstation via lijn R2 van de (Rodalíes) die onder meer een rechtstreekse verbinding biedt met de stations "Estació Barcelona-Sants" en "Estació de Passeig de Gracia" in het stadscentrum biedt.
Beide terminals, met elk een eigen metrostation, hebben ook sinds 2016 een metroverbinding met de stad via lijn 9 Sud, of L9 Sud van de metro van Barcelona. Sinds 2009 rijdt de klok rond een shuttlebus tussen beide terminals, die ook toegang tot het treinstation biedt voor passagiers van Terminal 1.
Andere aan Barcelona gelieerde luchthavens zijn Reus en Girona-Costa Brava. Beide vliegvelden liggen ongeveer 100 kilometer van Barcelona.
Kleinere vliegtuigen (zogenaamde algemene luchtvaart) kunnen terecht op het vliegveld van Sabadell, een belangrijk centrum voor pilotenopleiding en zakenvluchten.

## Politiek
De burgemeester van Barcelona is sinds 17 juni 2023 Jaume Collboni (als opvolger van Ada Colau).

## Internationale relaties

### Stedenbanden
Barcelona heeft stedenbanden met:
- Amsterdam (Nederland), sinds 2001
- Antwerpen (België), sinds 1997
- Athene (Griekenland), sinds 1999
- Boston (Verenigde Staten), sinds 1983
- Busan (Zuid-Korea), sinds 1983
- Dubai (Verenigde Arabische Emiraten), sinds 2006
- Dublin (Ierland), sinds 1998
- Gaza (Palestijnse Autoriteit), sinds 1988
- Havana (Cuba), sinds 1993
- Isfahan (Iran), sinds 2000
- Istanboel (Turkije), sinds 1997
- Keulen (Duitsland), sinds 1984
- Kobe (Japan), sinds 1993
- Monterrey (Mexico), sinds 1977
- Montevideo (Uruguay), sinds 1985
- Montpellier (Frankrijk), sinds 1963
- Rio de Janeiro (Brazilië), sinds 1972
- São Paulo (Brazilië), sinds 1985
- Sarajevo (Bosnië en Herzegovina), sinds 2000
- Shanghai (China), sinds 2001
- Sint-Petersburg (Rusland), sinds 1985
- Tel Aviv (Israël), sinds 1998
- Valparaíso (Chili), sinds 2001

### Samenwerkingsverbanden
Daarnaast zijn er samenwerkingsverbanden met:
- Alexandrië (Egypte), sinds 2007
- Algiers (Algerije), sinds 1997
- Boedapest (Hongarije), sinds 2007
- Bogota (Colombia), sinds 2005
- Buenos Aires (Argentinië), sinds 1990
- Casablanca (Marokko), sinds 2004
- Chicago (Verenigde Staten), sinds 2006
- El Mina (Libanon), sinds 1991
- Genua (Italië), sinds 1998
- Guangzhou (China), sinds 2003
- Guayaquil (Ecuador), sinds 2005
- Gyeonggi-do (Zuid-Korea), sinds 2000
- Lima (Peru), sinds 1999
- Lyon (Frankrijk), sinds 2004
- Marseille (Frankrijk), sinds 1998
- Medellín (Colombia), sinds 1992
- Mexico-Stad (Mexico), sinds 1992
- Ningbo (China), sinds 1995
- Oostende (België), sinds 2006
- Puebla (Mexico), sinds 2005
- Quito (Ecuador), sinds 2005
- Rosario (Argentinië), sinds 1999
- Salvador (Brazilië), sinds 2004
- San Salvador (El Salvador), sinds 2007
- Santiago (Chili), sinds 1997
- Seattle (Verenigde Staten), sinds 2003
- Singapore (Singapore), sinds 2007
- Tanger (Marokko), sinds 1991
- Tétouan (Marokko), sinds 2006
- Trujillo (Peru), sinds 1991
- Turijn (Italië), sinds 2004